# Белобережская пустынь
Белобере́жская пу́стынь (полное наименование Брянская Белобережская Иоанно-Предтеченская мужская пустынь) — монастырь Русской православной церкви в посёлке Бело-Бережский санаторий Брянской области.
Основан в начале XVIII века. Широкую известность получил в начале XIX века как один из первых центров российского старчества:216. В 1924—2004 годах монастырь был закрыт и почти полностью разрушен. В настоящее время находится в ведении Брянской епархии, с 2004 года является действующим мужским монастырём и постепенно восстанавливается.

## Местоположение

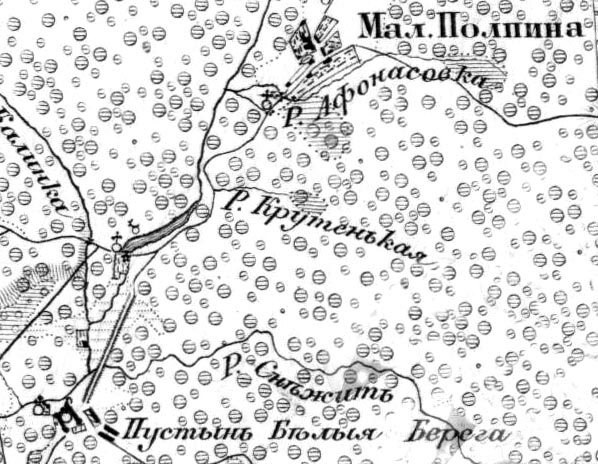
Белобережская пустынь и её окрестности на топографической карте 1862 года.

Белобережская пустынь расположена на левом берегу реки Снежеть, в 15 километрах к востоку от Брянска, в 7 км к западу от посёлка городского типа Белые Берега и в 3 км к северу от железнодорожной платформы Белобережская. Со всех сторон окружена лесами. В настоящее время соединена асфальтированными дорогами с автотрассами М3 Москва—Киев и Р120 Орёл—Брянск—Смоленск.
Окрестности Белобережской пустыни представляют собой обширную санаторно-оздоровительную зону. Здесь расположены круглогодичные санатории и дома отдыха «Дубрава», «Берёзка», «Детский город», а также летние детские лагеря «Юность», «Ровесник», «Лесной Бор», санаторий УВД «Дубок», пансионат администрации Брянской области, Белобережская турбаза, мемориальный комплекс «Партизанская поляна» и др.

## История

### Основание
Сведения о дате основания Белобережской пустыни разноречивы. Во многих источниках указывается, что Белобережская пустынь возникла в начале XVIII века, когда Пётр I, ввиду подготовки города Брянска к возможным боевым действиям в ходе Северной войны, в 1706 году повелел В. Д. Корчмину снести постройки женского Воскресенского монастыря, а монахинь переселить в мужской Предтечев Песоцкий монастырь, для чего монахов из Песоцкого монастыря нужно было предварительно переселить в Петропавловский:224. Как гласит предание, группа монахов во главе с архимандритом Леонидом, недовольных таким решением, отделилась от остальной братии и поселилась в отдалении от города, на белопесчаных берегах реки Снежети, вырыв для жилья землянки и устроив небольшую часовню. Этот скит начал постепенно заселяться старцами, желавшими вести уединённую жизнь:209.
Однако, в точности такая же легенда связана с возникновением другой обители, находившейся по соседству в той же самой местности — Полбинской Предтечевой пустыни:261. Это позволяет усомниться в достоверности упомянутого предания, по крайней мере в отношении одной из пустыней.
В качестве альтернативной версии, другие источники указывают иной год основания Белобережской пустыни — 1661, когда в Россию был перенесён первый список (копия) древней византийской иконы Божией Матери «Троеручица». По легенде, первым пристанищем иконы в России стала как раз Белобережская Пустынь, куда икону принёс первый устроитель пустыни — иеромонах Симеон.
В настоящее время Брянская епархия официально считает датой основания Белобережской пустыни (скита) 1714 год:190.
Достоверные сведения о существовании Белобережской пустыни начинаются с 1717 года, когда её (тогда ещё — в виде монашеского скита) возглавил монах Серапион, ставший первым строителем этой обители.

### Происхождение названия
Установление точного времени основания обители осложняется ещё и тем, что до XVIII века топонима «Белые Берега» в этой местности не существовало вовсе. Лесной массив в нижнем течении Снежети в те времена был известен как урочище Полбино, от чего позднее произошли названия «Большое Полпино» и «Малое Полпино» (Белобережская пустынь находится приблизительно на равном удалении от обоих населённых пунктов):219.
Из старейших сохранившихся документов следует, что в первое время своего существования Белобережская пустынь носила название «Белопесоцкая» (поскольку её населяли бывшие иноки Брянского Песоцкого монастыря). Однако это название за новой обителью не утвердилось, поскольку Белопесоцкий монастырь уже имелся в Подмосковье. К названию пустыни «Белопесоцкая» приходилось добавлять уточнение — «что на белых берегах реки Снежети». Позднее, по смысловому сходству, название «Белопесоцкая пустынь» было заменено на «Белобережская пустынь» (так, в документах 1730-х годов уже сосуществуют оба названия):338 и в таком виде укоренилось.
В XIX веке топоним «Белые Берега», ставший разговорным синонимом Белобережской пустыни, распространился не только на сам монастырь, но и на местность, в которой он расположен. Когда в 1868 году здесь пролегла Орловско-Витебская железная дорога, возникла техническая необходимость устройства железнодорожной станции — примерно на полпути между Карачевом и Брянском. Эта станция также получила название «Белые Берега» и дала начало современному одноимённому населённому пункту. В 1894 году для удобства многочисленных паломников ближе к монастырю была устроена платформа «Белобережская» (первоначально — «Белобережская пустынь», «Пустынь»).

### Становление
9 февраля 1721 года Указом Синодального казённого приказа было разрешено строительство в Пустыни деревянного храма в честь Рождества Святого Иоанна Предтечи. Таким образом, было положено начало церковному строительству в Белобережской (тогда ещё Белопесоцкой) обители.
Брянский Петропавловский монастырь, на землях которого находилась Белобережская пустынь, первоначально не препятствовал её становлению, но затем, вероятно увидев в ней конкурента, начал добиваться её закрытия, и в 1724 году пустынь была упразднена. Строитель пустыни отец Серапион (1672—1741), претерпев многочисленные гонения и страдания, сумел в конечном счёте добиться восстановления. Указом императрицы Екатерины I от 6 (17) февраля 1727 года  пустынь была восстановлена и Петропавловскому монастырю было указано вернуть её имущество и иноков. В последующие несколько десятилетий Белобережская пустынь находилась под строительским настоятельством.
По учреждению 1764 года о монастырских штатах, Белобережская пустынь была предложена к упразднению. Но в 1766 году, по случаю истребления пожаром Яменской пустыни в соседнем Трубчевском уезде, Белобережская пустынь была оставлена на своём содержании.

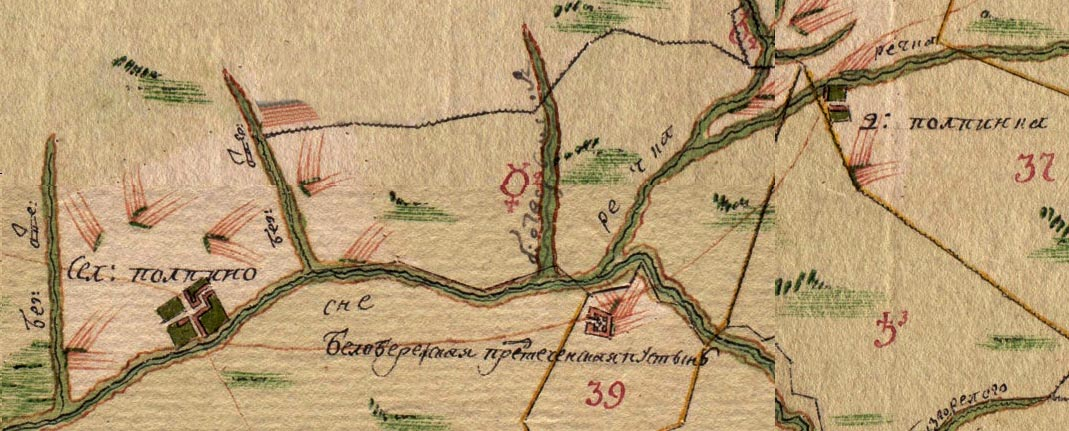
Белобережская пустынь и её окрестности на плане генерального межевания Брянского уезда (около 1780 года).

С 1770 по 1775 годы Белобережская пустынь была закрыта, но затем снова восстановлена на правах заштатного монастыря (не получавшего государственной поддержки):226.
В 1777 году Пустынь была вновь лишена самостоятельности и приписана к Брянскому Петропавловскому монастырю.
14 февраля 1779 года Белобережская пустынь переходит в ведение Площанской пустыни. В 1780 году она была вновь упразднена, но стараниями братии и пожертвователей восстановлена и опять отдана во владение другого монастыря. Такая картина переводов пустыни от одного монастыря к другому рисуется до 1787 года, в котором по указу Орловской Консистории, от 20 марта, ей вновь было дано своё управление. При этом Брянскому духовному правлению было предписано как можно строже смотреть за пустынью и ежемесячно проводить её ревизии. Причиной такого строгого распоряжения стали слухи, будто бы эта пустынь принимает беглых, подозрительных, беспаспортных людей и скрывает их. Однако подтверждения этим слухам не нашлось.
В 1798 году Белобережская пустынь в очередной раз переходит в заведование Брянского Петропавловского монастыря, что видно из указа Орловской Консистории от 26 февраля того же года:

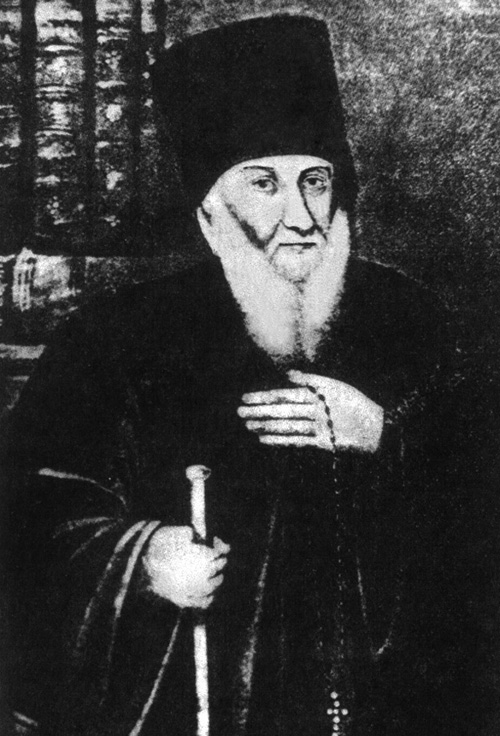
Иеромонах Василий Кишкин.

На донесении ваше от 4 февраля сего года, что в Брянской Белеобережской пустыни сарай, что стоял внутри монастыря, с приезду св.ворот, при церкви Захария и Елизаветы, 23 января сего года, во время обедни от ветхости завалился и перебил немалое число вещей вдребезги, и что прочие строения ветхи и также мост на Снежети реке, по которому ездят господа каретами и купцы тройками, тоже опасен, то предписывается вам взять пустынь ту в своё заведование, приняв всё, что следует, и затем, во избежание случая нехорошего, приказывается ему, игумену Феодосию, по его усмотрению, всё исправить и о том рапортовать.

### Белобережские старцы
В 1800 году начальником Белобережской пустыни был назначен старец Василий (Кишкин, 1745—1831), ученик афонских и молдавских старцев. К моменту вступления его в должность, обитель находилась в запущенном состоянии; управлял ею «белый» священник, при котором было всего 7 человек братии.
Перед новым настоятелем стояла задача скорейшего восстановления обители, причём не только материального, но в первую очередь духовного. Иеромонаху Василию удалось навести «добрый порядок во всём и довольное устроение по хозяйственной части» и привлечь в обитель многих иноков, оставивших заметный след в истории российского православия. В течение трёх лет число братии увеличилось до 60 человек. В это время из Коренной пустыни сюда прибыли его ученики — иеромонах Серафим и о. Леонид (будущий основатель старчества в Оптиной пустыни), постриженный тем же о. Василием в 1801 году.
Очевидцы возрождения Пустыни, начавшегося при о. Василии, вспоминали:
…Скоро всюду прошёл слух о пришествии в Белые Берега святого Старца и полезном устроении обители сей… и видели мы на месте запустения как бы рай земной. Всенощное бдение до семи часов продолжалось, пели сладко, подобно Ангелам. Многие обители видела я, но лучшей нигде не было по чину, пению и смиренномудрому житию. Устройством обитель подобна Святой Горе Афонской…

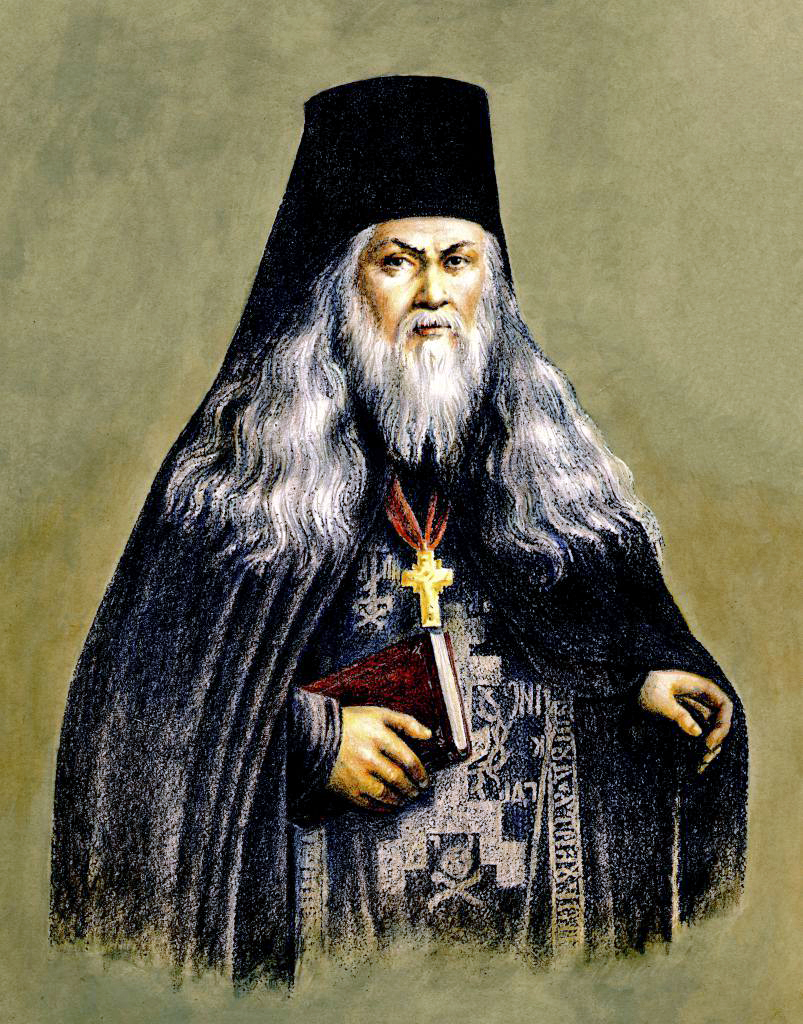
Преподобный Лев Оптинский (Леонид Наголкин).

С 1804 по 1808 год строителем Белобережской обители был иеромонах Леонид (преподобный Лев Оптинский), впоследствии перенёсший традиции старчества в Оптину пустынь. Духовным наставником отца Леонида был его земляк, ученик Паисия Величковского схимонах Феодор, приглашённый в 1805 году из Чолнского монастыря в Белобережскую пустынь и живший здесь до 1810 года. В эти же годы в Белобережской пустыни находились ещё два ученика Паисия Величковского: схимонах Афанасий (Охлопков) и иеромонах Клеопа, ранее проживавшие со своим духовным учителем в Нямецком монастыре (ныне территория Румынии). Благодаря этому, в конце 1805 года в Белобережской пустыни был принят новый монастырский устав, составленный при активном участии учеников Паисия Величковского и отличавшийся большой строгостью и стремлением к неукоснительному соблюдению всех обетов монашеской жизни. Эти монашеские правила вскоре разошлись по многим монастырям России как образцовые; таким образом, в первое десятилетие XIX в. Белобережская пустынь стала одним из важнейших центров распространения идей «монастырского возрождения» в России через восстановление лучших традиций монашества:227.
Тяготимый возрастающей мирской славой и вниманием многочисленных паломников, отец Леонид в 1808 году добровольно оставил должность настоятеля и перешёл на жительство в лесной скит близ монастыря, а в 1811 году окончательно покинул Белобережскую обитель и переселился в Валаамский монастырь. К этому времени перешли в другие монастыри и все другие вышеперечисленные видные религиозные деятели начала XIX века, но введённые ими нормы монастырской жизни послужили авторитету Белобережской пустыни, привлекли к ней новых иноков и многочисленных богомольцев и стали залогом её будущего материального подъёма.

### Расцвет

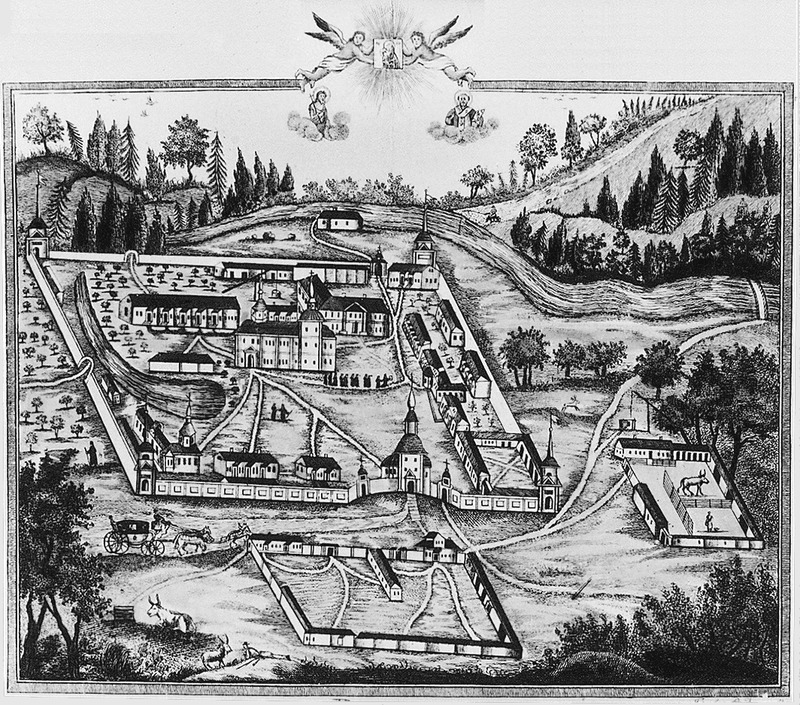
Белобережская пустынь в 1830 году.
Гравюра Ф. Алексеева.

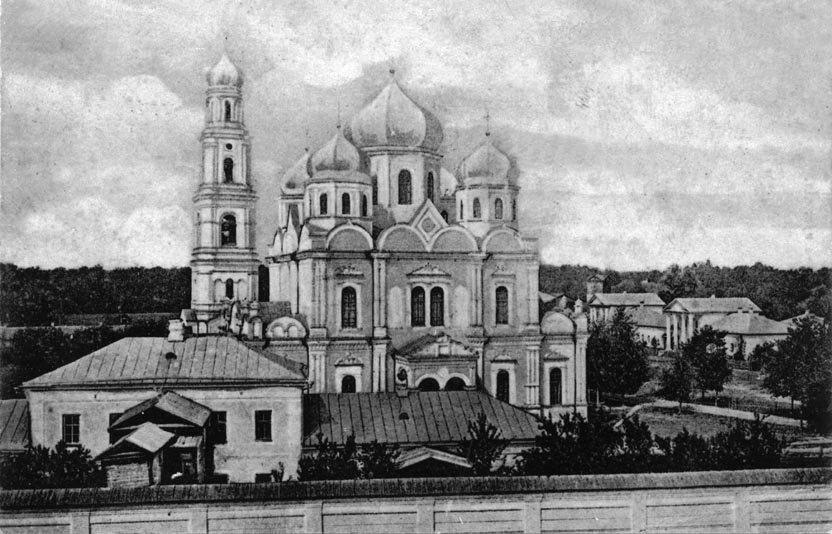
Белобережская пустынь, конец XIX века.
Колокольня и «новый» собор.

Начиная с 1820-х годов, комплекс Белобережской пустыни начал активно пополняться новыми постройками. Появилась новая каменная двухэтажная трапезная, каменная ограда, высокая колокольня при соборе. Были сооружены также многочисленные
хозяйственные и бытовые постройки. Неподалёку от монастыря был устроен скит. Наконец, в 1861—1876 годах рядом с главным входом был сооружён огромный каменный храм Богоматери Троеручицы.

Главной святыней монастыря была икона Божией Матери «Троеручица», принесённая из Москвы строителем Серапионом около 1727 года. На обороте этой иконы имелась надпись: 
1718 года месяца Декамбрия в шестнадцатый день написан сей Св. образ московскими жителями, иконописцами Артемием Феодоровым да Афанасием Ивановым, по обещанию по родителех своих.
Предание говорит, что при выносе иконы из Москвы, она была провождена с подобающею честью — с колокольным звоном. В XIX веке к ней были пожертвованы две серебряные ризы, украшенные золотом и драгоценными камнями. В церковной литературе описаны многочисленные случаи чудесного исцеления от этой иконы. Современное её местонахождение неизвестно.
В середине XIX века в обители подвизалось около 100, а к 1916 году — до 200 человек братии. В праздничные дни Пустынь посещало до пяти тысяч богомольцев. Только хлеба монастырь расходовал в летние месяцы до шестидесяти пудов в сутки, а в праздники — до трёхсот пудов. В голодные годы обитель обеспечивала неимущих (до 300—400 человек) бесплатным питанием. Монастырь имел большую библиотеку и архив:228.
Монастырь содержался на проценты от вкладного капитала в 40 тысяч рублей; также имелся доход от пожертвований богомольцев и от поминовения усопших. Доходных статей от земельных владений монастырь не имел, кроме удовлетворения собственных нужд (дрова, сено, овощи). Зато немалую прибыль приносили различные промыслы, получившие большое развитие в Белобережской пустыни. Монахи целыми возами отправляли в разные губернии столы, табуреты, вёдра, бочки и деревянную посуду. Особенно иноки славились производством деревянных ложек, украшенных художественной резьбой и покрытых особой олифой, состав которой держался в секрете:222.
С 1900 года на монастырском хуторе при деревне Малое Полпино действовала школа грамоты для 50 сельских детей. В следующем году она была реорганизована в церковно-приходскую. Обитель отчисляла немалые средства на содержание Орловского духовного училища, брянского госпиталя Красного Креста; с 1905 года — по 150 рублей ежегодно в фонд пострадавших в русско-японской войне. В 1916 году послала 600 рублей в императорскую канцелярию «на нужды войны», получив за это благодарность Николая II:228.

### Уничтожение
Спокойное течение монастырской жизни в Белобережской пустыни было нарушено начавшейся Первой мировой войной, когда на территории монастыря разместился лазарет для раненых, и окончательно разрушено революционными событиями 1917 года и Гражданской войны.
В 1918 году началась конфискация имущества обители. Монастырь был лишён прав юридического лица; оставшаяся братия (около 150 монахов) вынужденно объединилась в трудовую коммуну «Белобережское трудовое братство» и продолжала совершать богослужения.

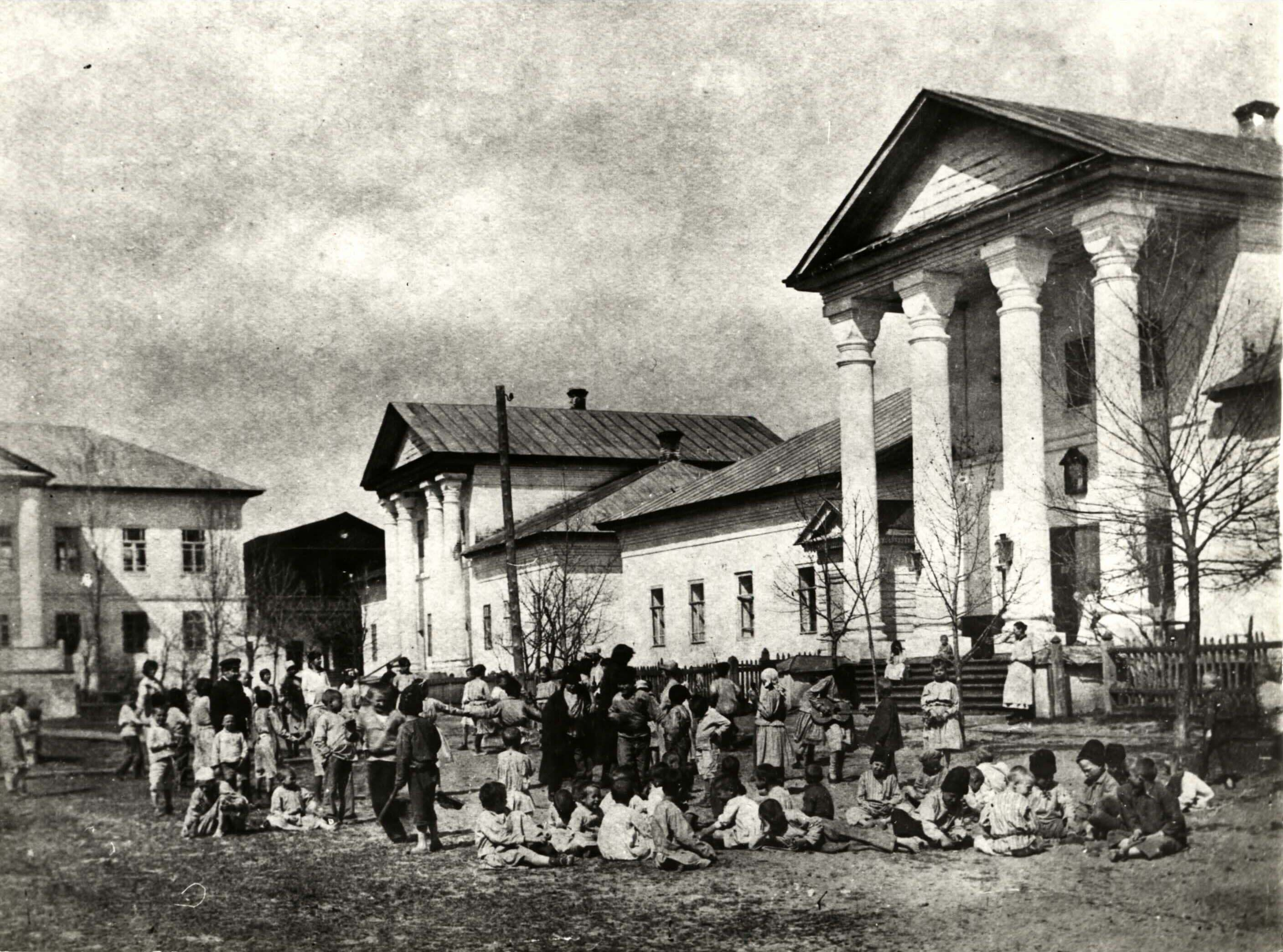
Воспитанники Белобережской детской колонии, 1920 год.

Показательна история, произошедшая с бывшим игуменом Жировицкого монастыря престарелым отцом Маврикием, проживавшим на покое в Белобережской обители. Чрезвычайная комиссия конфисковала у старца все личные вещи и деньги, продержала без каких-либо объяснений целый месяц в тюрьме, а на последующую просьбу «о выдаче хотя бы небольшой суммы денег на самые необходимые расходы» ответила:
...монашествующие не должны иметь капиталов, как отрёкшиеся от мира, а если имеют, то это называется любостяжанием и сребролюбием, что запрещено Иисусом Христом.Государственный архив Брянской области. Фонд Р-2515, опись 1, дело 7, листы 87-89.
В 1919 году на территории монастыря была размещена дачная колония Московского отдела народного образования, а с 1920 года — детская трудовая колония, временно сосуществовавшая с монашеской братией. По мере роста численности воспитанников колонии, называемой с 1922 года «детгородком», шло постепенное вытеснение монахов из жилых и хозяйственных корпусов, ранее переданных им по договору. Окончательно монастырь был закрыт постановлением президиума Брянского губисполкома от 17 июня 1924 года, при этом все прежние договоры с верующими были аннулированы. 26 июля 1924 года полностью прекратилось богослужение в храмах.
Два года спустя началось целенаправленное разрушение обители. Вначале разобрали главный соборный храм; кирпич использовали для строительства «Дома Советов» в Брянске. Боем устилали дороги. В 1930-м та же судьба постигла собор во имя «Троеручицы»:233.
Детский городок в бывшем монастыре существовал до начала Великой Отечественной войны. В 1941 году детей эвакуировали, а в стенах бывшего монастыря несколько месяцев, до оккупации, действовали курсы минёров-подрывников.

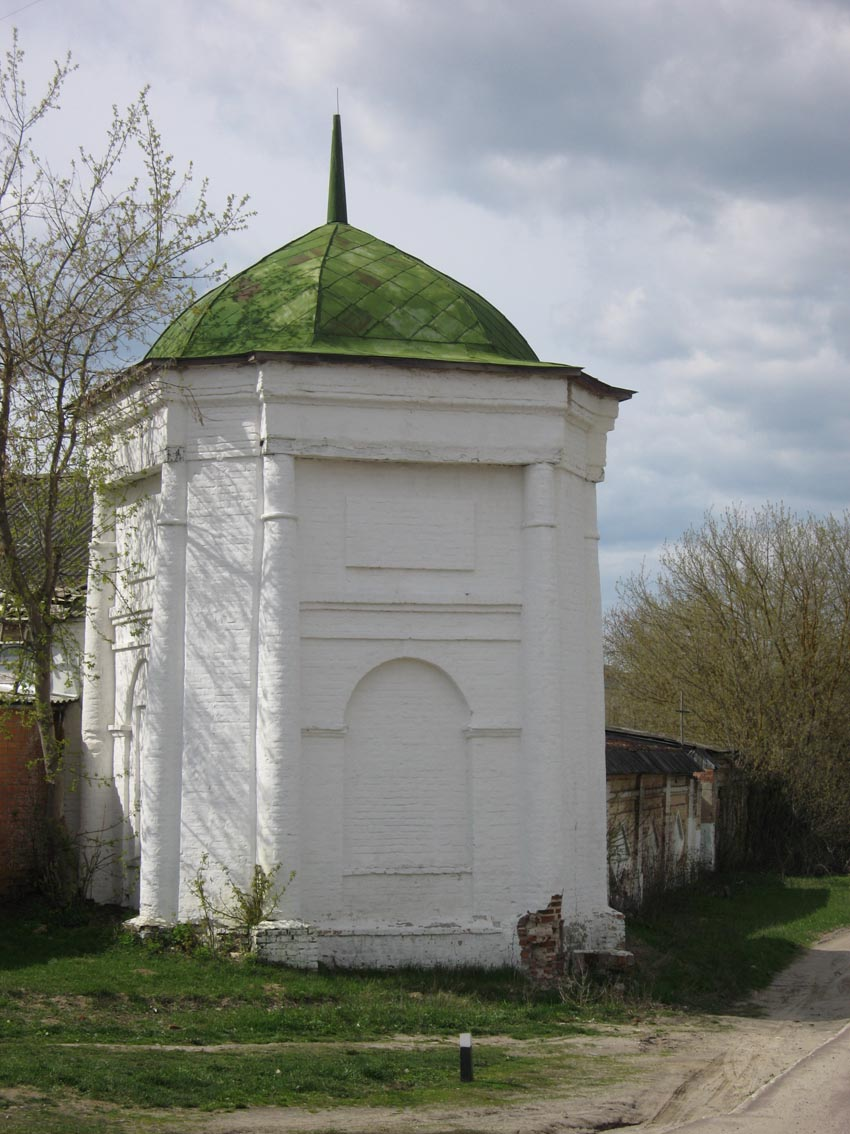
Белобережская пустынь. Угловая башня

Окончательная гибель обители произошла в военное и послевоенное время. Все монастырские храмы и колокольня были разрушены до основания, кирпич пошёл на восстановление Брянска.
Территория бывшего монастыря была передана под нервно-соматический санаторий, который с 1956 года был перепрофилирован в детский санаторий. В 1950-1970-е годы здесь было построено несколько новых жилых, учебных и хозяйственных корпусов, котельная и другие объекты.
Из монастырских построек до наших дней сохранилось несколько жилых корпусов и часть монастырской ограды с юго-восточной башней, утратившей верхний ярус:160.

### Монастырь в XXI веке
Решение о передаче построек Белобережского детского санатория (бывшей Белобережской пустыни) Брянскому епархиальному управлению было принято Брянской областной Думой 30 октября 2003 года. Фактически передача территории монастыря с находящимися на ней постройками и коммуникациями в ведение Брянской Епархии состоялась 14 января 2004 года:212.
Решением Священного синода Русской православной церкви от 17 августа 2004 года (журнал № 42), «мужской монастырь Бело-Бережской пустыни в честь Рождества Предтечи и Крестителя Господня Иоанна» был возобновлён как действующий.
Первоначально предполагалось в стенах Белобережского монастыря разместить и Брянское духовное училище, однако ввиду удалённости от города оно не привлекло достаточного количества учащихся и в последующем было перенесено в Брянск.
В настоящее время на территории Белобережской пустыни ведутся ремонтно-восстановительные работы, но из-за отсутствия должного финансирования современный вид монастыря по-прежнему не привлекателен для туристов и паломников.

## Постройки Пустыни

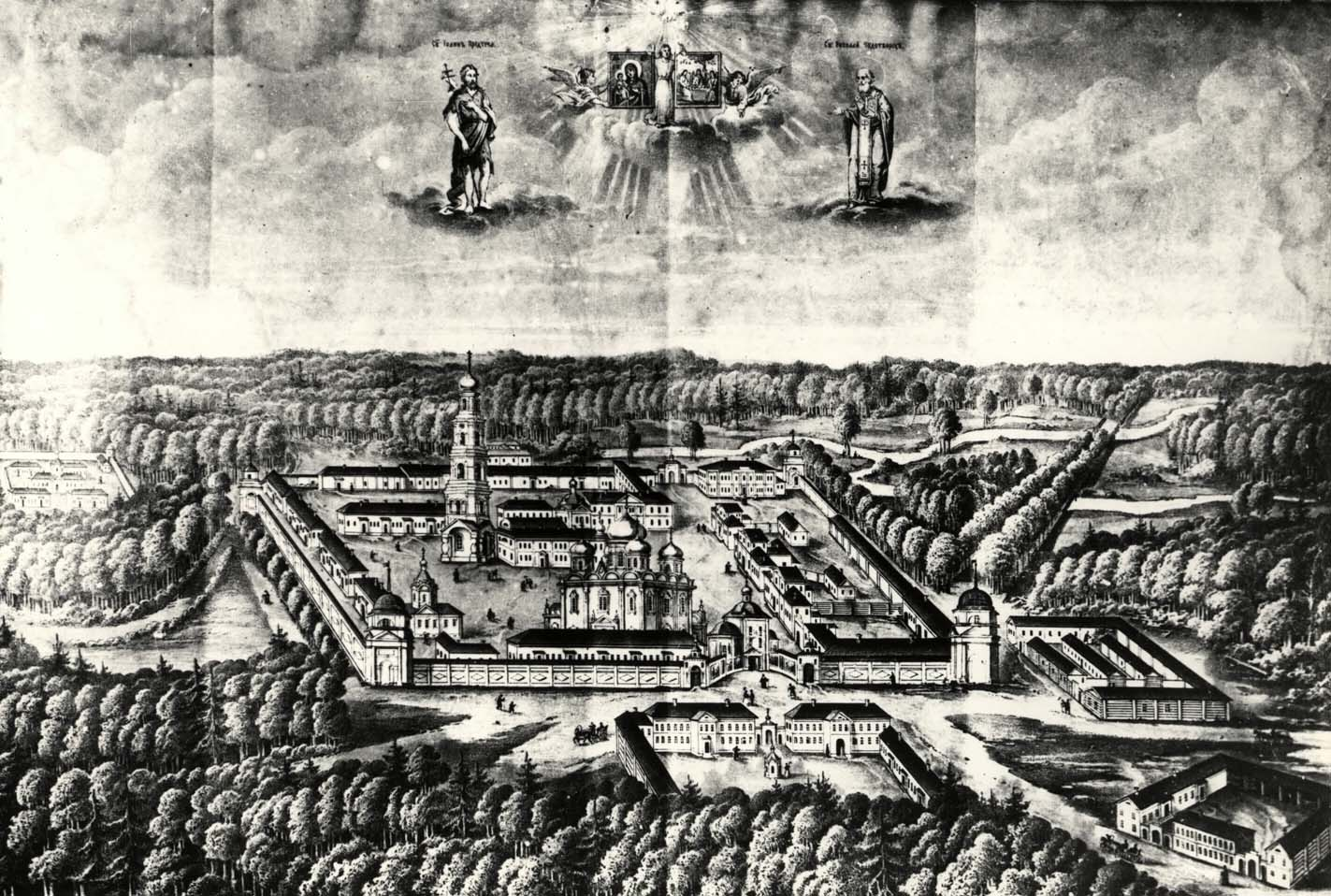
План Белобережской пустыни 1882 года

### Храм Рождества Иоанна Предтечи
Этот небольшой, наскоро возведённый деревянный храм стал первым храмом новоустраиваемой обители. Разрешение на его постройку белобережские монахи испрашивали не один год, и только в феврале 1721 года добились желаемого. В Указе императора Петра I о построении в Пустыни деревянного храма, в частности, сказано:
| …верх на той церкви сделать по чину против прочих церквей, деревянный, а не шатрово. И алтари сделать кругло тронна, а в церкви в алтарной стене Царские двери белые попросту, и по правую их сторону Южные, а по левую Северные… |

К освящению храма Евдокия Фёдоровна Лопухина, первая жена Петра I, пожертвовала обители три иконы: Святой Троицы, Владимирской Богоматери и Иоанна Предтечи:213-214. До настоящего времени не сохранилось никакого описания этого храма, но, по-видимому, он был оформлен довольно скромно и ничем не примечателен в плане архитектуры.
В 1787 году деревянная Предтеченская церковь, по причине ветхости, «по указу Орловской Духовной Консистории, разломана и сожжена, а на оном месте, где престол был, построен деревянный сруб».

### «Старый» собор

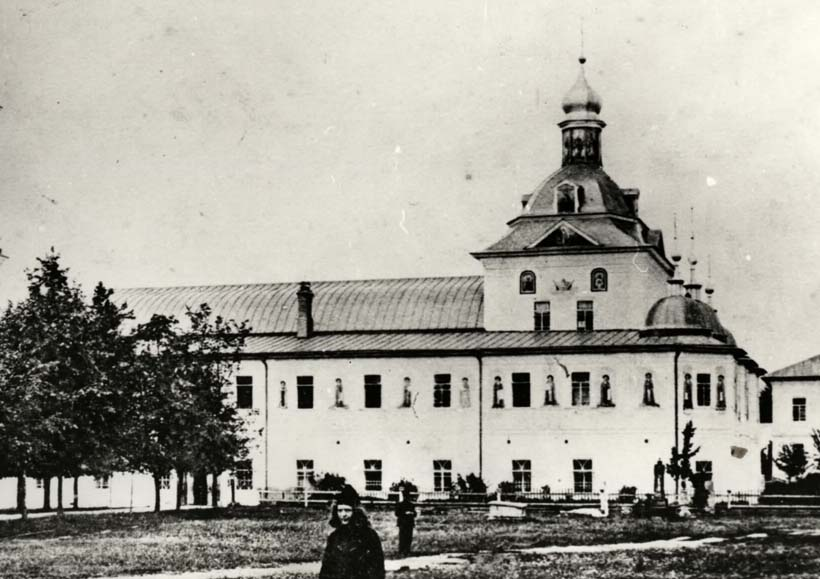
Троицкий собор Белобережской пустыни.

В 1732—1735 годах в обители был построен каменный Владимирский храм с двумя приделами — Иоанна Воина и Николая Чудотворца. Первоначально этот храм планировался как деревянный, на что было дано разрешение Синодального Казённого Приказа ещё в 1729 году, однако благотворители монастыря изыскали возможность построить каменный храм. В 1738-1755 годах он был надстроен вторым этажом. После окончания надстройки и повторного освящения храма, в нём было 4 престола: главный (в верхнем этаже) — во Имя Святой Живоначальной Троицы, придельные: Рождества Святого Иоанна Предтечи (в верхнем этаже), Владимирской иконы Божией Матери и Святителя Николая Чудотворца (оба в нижнем этаже).
В 1833—1837 годах соборный храм был расширен к югу. В новой пристройке, в верхнем этаже, был устроен придельный храм во имя иконы Божией Матери «Взыскание погибших», а в нижнем — во имя Трёх Святителей:160; таким образом, общее количество престолов достигло шести. В храме помещалось свыше пяти тысяч молящихся.
Соборный храм был длинен и довольно высок, в архитектурном плане тяготел к украинскому барокко. На его стенах с наружной стороны имелись священные изображения, а над входом в нижний храм — крупная икона Свенской Печерской Божьей Матери.
В нижнем храме был погребён основатель монастыря схимонах Симеон. Его могила, ограждённая чугунной решёткой, находилась в храме Владимирской Богоматери — по левую сторону под аркой стены, разделяющей храм. По другую сторону, под такой же стеной и аркой, покоился прах архимандрита Моисея; его могила также была ограждена. Иконостас нижнего храма и вся его отделка были гораздо проще, чем верхнего. Живопись была выполнена в греческом и итальянском стиле.
В верхний храм вели две лестницы из галереи нижнего храма, сходившиеся вверху, перед дверьми храма, общей большой площадкой. Планировка верхнего храма была аналогична нижнему, но его разделяли не три, а две стены с арками; кроме того, верхний храм был значительно выше и просторнее. Место перед иконой Божьей Матери Троеручицы (главной святыней монастыря) до самого иконостаса было ограждено кованой медной решёткой.

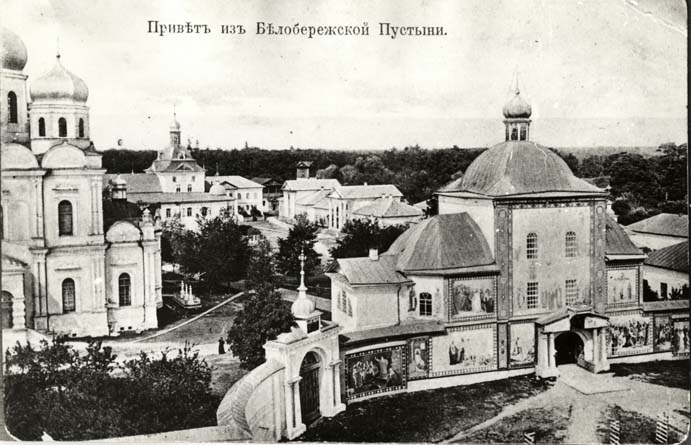
Святые врата Пустыни с церковью Захария и Елисаветы.

### Надвратная церковь Захария и Елисаветы
В 1744 году императрица Елизавета Петровна, путешествуя в Киев для поклонения Киево-Печерским мощам, изволила пожертвовать Белобережской пустыни две тысячи рублей ассигнациями. На эти средства к 1747—1759:8 годам на Святых воротах пустыни была построена каменная церковь во имя святых Захария и Елисаветы. Впоследствии той же императрицей были пожертвованы потир, дискос, звездица и лжица для этого храма:215.
Архитектура и отделка надвратной церкви была довольно простой. Центральный объём, имевший форму, близкую к кубу, был расширен к западу и востоку невысокими и примерно равными по размеру трапезной и алтарной частью. Пологий гранёный купол венчала маленькая главка на небольшом барабане. В конце XIX века внешняя сторона надвратной церкви, как и прилегающая часть ограды, была украшена живописью на библейские темы.

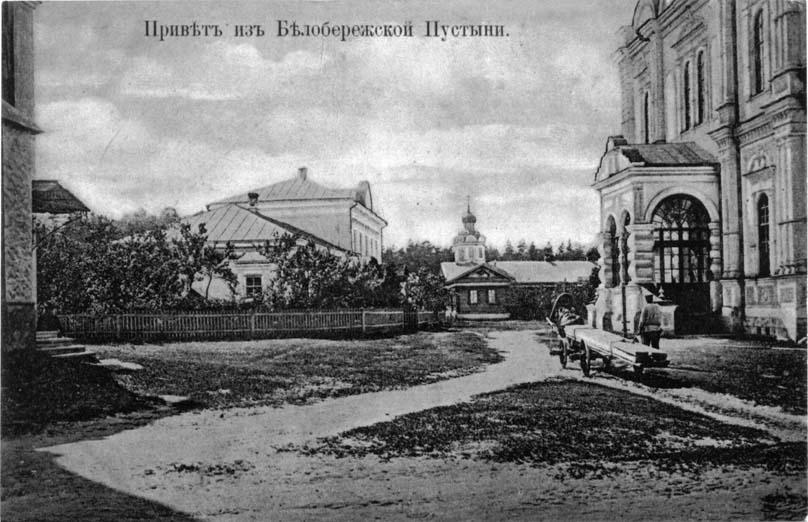
Вид вдоль южной стены «нового» собора. На заднем плане — больничный корпус с храмом Покрова.

### Больничный храм Покрова Богородицы
В 1809 году в юго-западном углу монастыря был сооружён больничный деревянный корпус — с кельями для больных и престарелых братий и церковью во имя иконы Пресвятой Богородицы «Троеручица». Эта постройка была осуществлена на пожертвования госпожи Рагозиной, которая помогала почти всем обителям Орловской губернии. Храм был небольшим, как домовая церковь; отделка его была самой простой.
В 1861 году, по ветхости, этот корпус был разобран и на том же месте выстроен новый, также деревянный, на каменном фундаменте, с железной крышей, с храмом в честь Покрова Пресвятой Богородицы, потому что в честь иконы Божьей Матери «Троеручица» тогда же был заложен новый пятиглавый храм.

### Колокольня

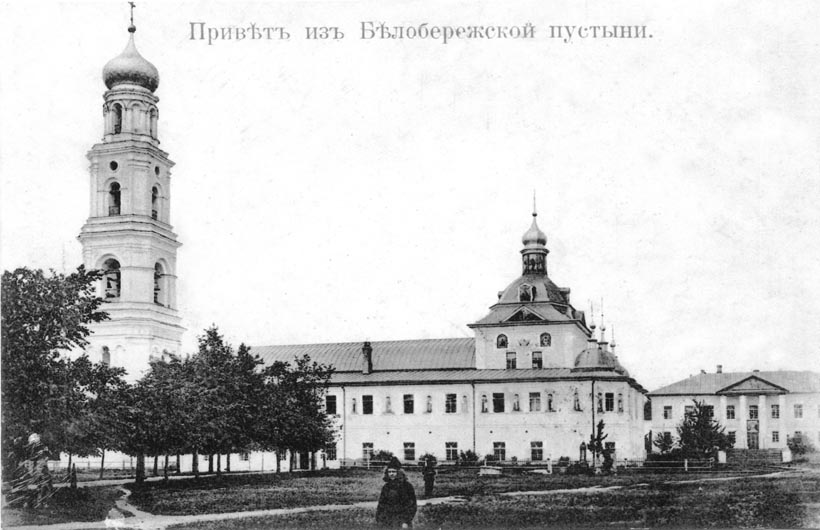
Колокольня и Троицкий собор.

Первоначально монастырь довольствовался небольшой колокольней, имевшейся при «старом» соборе. В 1836 году была начата постройка отдельно стоящей каменной колокольни, в 35 сажен вышины. По непрочности фундамента и кладки, 22 сентября 1840 года, во время обеда, колокольня внезапно обрушилась, не причинив, впрочем, никакого вреда ни людям, ни другим постройкам. Из кирпича, оставшегося от рухнувшей колокольни, в последующие годы были построены два двухэтажных жилых корпуса, гостиница, конный двор и столярня.
Строительство колокольни было вновь начато в мае 1847 года, при губернском архитекторе И. П. Лутохине, который осуществлял общий надзор за постройкой. Величественная пятиярусная колокольня, покрытая белым железом, была полностью возведена к 1849 году. Её высота составила 33 сажени. На колокольне установили 10 колоколов, самый большой из которых, весом в 646 пудов, подняли только в 1856 году. Другие колокола имели вес 317 пудов, 157 пудов, 52 пуда и так далее. Звон белобережских колоколов в хорошую погоду был слышен за 10—12 вёрст:221.
С третьего яруса колокольни можно было любоваться видами окрестности; отсюда просматривались и город Брянск, и Свенский монастырь.
В начале XX века между третьим и четвёртым ярусами колокольни были установлены часы с боем. Размер чёрного с позолоченными цифрами циферблата был около полутора метров, что позволяло определять время с расстояния до двух километров. Механизм тонкими тросами связывался с колоколами на третьем ярусе, и часы мелодично отбивали время каждые 15 минут:225. Часы приводились в движение с помощью двух тросов с гирями по 40-50 кг, которые поднимали при помощи ворота. Одного завода часов хватало на две недели.
Около 1926 года по вине воспитанников детгородка вся внутренняя деревянная часть колокольни сгорела вместе с часами. В уцелевшем кирпичном корпусе колокольни лесничество оборудовало вышку для обнаружения лесных пожаров. В первые месяцы Великой Отечественной войны колокольня, служившая хорошим ориентиром для вражеской авиации среди лесного массива, была полностью снесена.

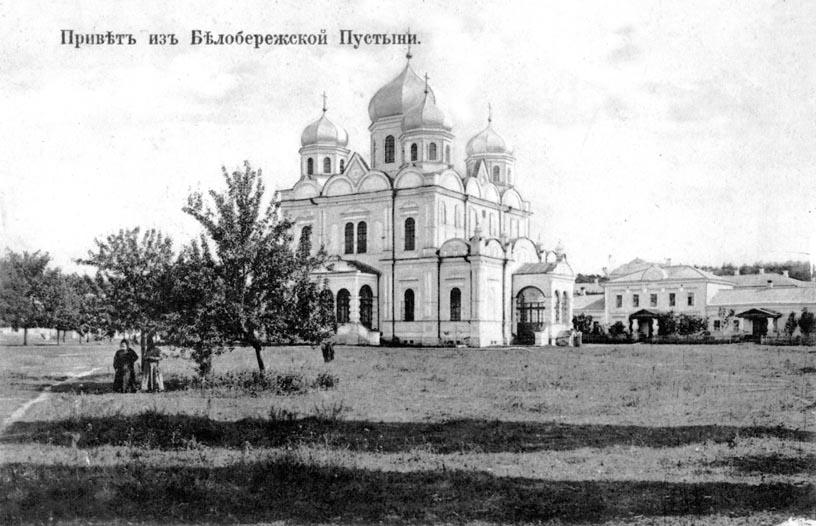
Собор в честь иконы «Троеручица»
(вид с севера).

### Собор в честь иконы Божией Матери «Троеручица» («новый»)
В 1876 году в монастыре освятили новый пятиглавый двухэтажный каменный однопрестольный соборный храм в честь иконы Божией Матери «Троеручица», выполненный в русском стиле. Его строительство было начато ещё в 1861 году:160. Главным строителем этого храма был игумен Израиль, который нашёл средство выплатить долги, сделанные по постройке его предшественником, игуменом Анастасием, и привлёк многих новых жертвователей, помогших ему завершить постройку.
Художником Академии Художеств Алексеем Васильевичем Шишкиным для нового собора было написано 60 икон, тульским купцом Чумаковым — три алтарных иконы. Резной иконостас и киоты изготовил болховской мастер Константин Попов. В 1895 году внутреннюю роспись нового собора в «итальянском» стиле произвёл московский живописец Василий Колупаев:221.

### Жилые и хозяйственные корпуса
К 1916 году в монастыре было свыше 30 корпусов: настоятельский, братские, трапезные, гостиничные, больничный, различные мастерские (иконописная, бондарная, слесарная, маслобойная и др.), конный и скотный дворы. Скотный двор и гостиничные корпуса располагались вне монастырской ограды, но большинство построек находилось непосредственно на территории монастыря.

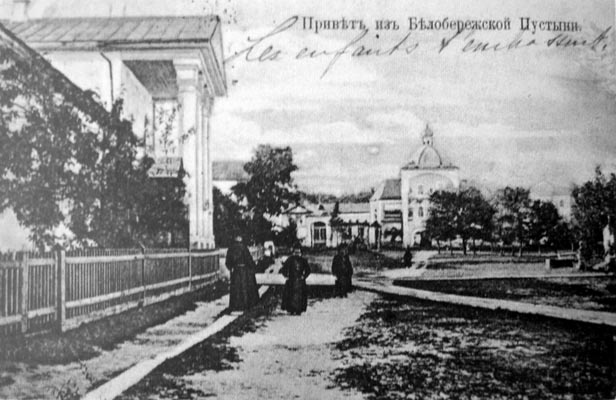
Белобережская пустынь. На переднем плане — один из корпусов, уцелевших до настоящего времени. На заднем плане — надвратный храм Захария и Елисаветы.

Особо выделялось двухэтажное здание трапезной, стоявшее к северо-востоку от старого соборного храма. Оно было сооружено в 1824 году:159. В нижнем этаже располагалась «хлебня» (пекарня), а на втором — сама трапезная, которая вмещала одновременно до 200 человек. Посреди трапезной возвышалась кафедра, с которой во время обеда читали молитвы. Трапезную расписывал известный в своё время живописец Тихон Леонтьевич Коновалов:220.
Рядом с трапезной размещались ледник, бондарный корпус, маслобойня, мастерская для портных и сапожников.
С западной стороны от трапезной находился каменный одноэтажный жилой дом, так называемый «пономарский»; к северу — большое каменное двухэтажное здание, в котором внизу располагалась квасоварня, а вверху жилое помещение. Рядом, слева, стояли амбары для ссыпки хлеба и продуктов; справа были устроены ворота, выходящие из монастыря к реке Снежеть. Возле ворот — ещё одно двухэтажное (низ каменный, верх деревянный) здание с каменными флигелем.
За описанными воротами, на берегу Снежети, был устроен огород, а около него — каменная баня с деревянным корпусом прачечной (1850).

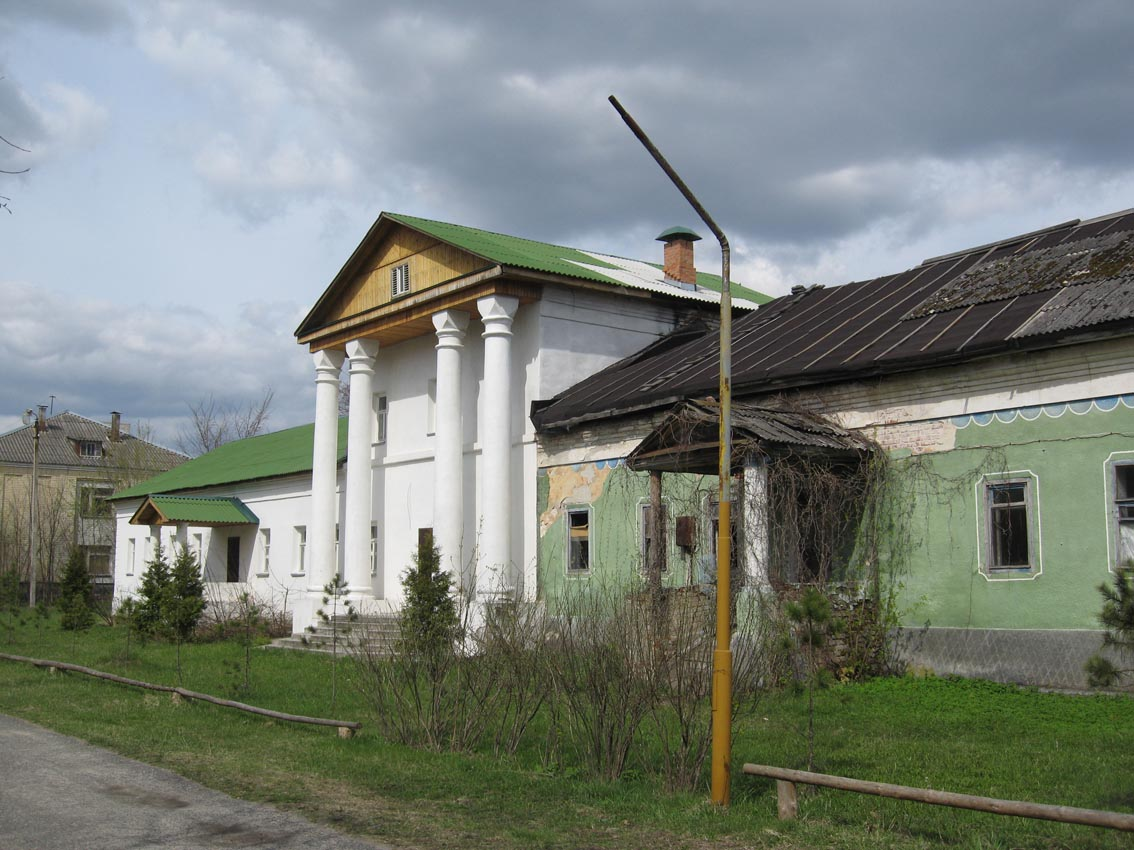
Белобережская пустынь.
Современный вид того же корпуса.

В восточной части монастыря, на месте старых деревянных келий, в середине XIX века были построены три каменных
корпуса с мезонинами (один из них сохранился), конный двор с конюшнями, где содержалось до сорока ездовых лошадей; столярня, амбары для ссыпки овса и флигель для мастеровых и рабочих.
Сохранившийся корпус с мезонином выполнен в духе классицизма и в традициях усадебной архитектуры того времени (1840-е гг.); в начале XX века фасад был украшен четырёхколонным портиком. По сторонам портика расположены два входных крыльца на двух колонках, поддерживающих деревянный навес с фронтоном на торце. От прежнего фасадного убранства сохранился лишь завершающий стены широкий профилированный карниз. Форма оконных проёмов была изменена при послевоенном ремонте:162.
С северной стороны от нового собора был построен длинный корпус с кельями для братии. С южной — ещё один каменный жилой корпус с мезонином.
Монастырь также располагал большим гостиничным комплексом, вероятно — крупнейшим в епархии (см. Посёлок при Белобережской пустыни).

### Ограда и башни
Территория монастыря имеет вид прямоугольника, ориентированного по сторонам света. Первая монастырская стена, сооружённая в середине XVIII века, была деревянной, с четырьмя башнями по углам. В 1828 году деревянная ограда была заменена каменной стеной, имевшей высоту от 3 до 4 метров и расчленённой пилястрами на отдельные короткие прясла, каждое из которых было украшено ромбовидной нишей-филенкой:162.
По углам монастырской стены возвышались четыре однотипные четырёхгранные каменные башни, имеющие в плане вид квадратов со срезанными углами. Каждую башню завершала пологая гранёная купольная кровля с коротким шпилем. По краям широких граней имелись колонны, поддерживающие венчающий антаблемент, а сами эти грани украшены арочной нишей:162. В одной из северных башен позднее была устроена водокачка, подававшая в монастырь воду с помощью конного привода.
В монастырской ограде было устроено трое ворот: Святые (в южной стене), Конные (в восточной стене, обращённые к скотному двору) и Задние (в северной стене, выходившие к Снежети и монастырским огородам). У Святых ворот ограда вдавалась полукругом внутрь территории монастыря, образуя небольшую площадь, где останавливались конные экипажи. Святые ворота, стены ограды и церкви у главного входа были расписаны картинами из Священного Писания.

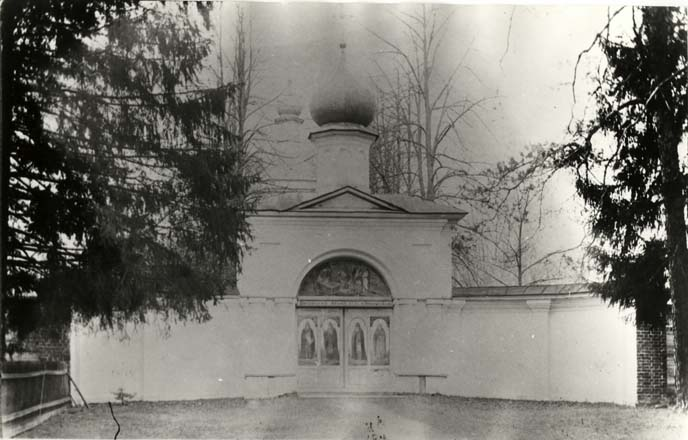
Белобережская пустынь. Ворота скита.
На заднем плане — храм Всех Святых

### Скит пустыни и его Всехсвятская церковь
С северо-западной стороны пустыни, в четверти версты от неё (ныне — территория санатория «Дубок»), находился скит, основанный в 1850-х годах. Он был обнесён деревянной оградой на каменном фундаменте и с каменными же столбами; с восточной его стороны были устроены расписанные Св. ворота. В центре скита возвышался двухэтажный храм (1856), заключавший в себе две церкви: верхнюю, деревянную, холодную — во имя Всех Святых, и нижнюю, каменную, тёплую — во имя Печерской иконы Божьей Матери.
Для монашествующих в скиту были построены четыре деревянных корпуса с кельями, где проживали старые монахи-отшельники. Богомольцы скит не посещали.
В ограде скита, вокруг церкви, располагалось небольшое кладбище, на котором хоронили умерших белобережских монахов. Снаружи скита, у самых его ворот, находилось другое кладбище, где погребались умершие в обители странники и богомольцы.
В описании Белобережской пустыни 1909 года указано, что деревянная часть скитского храма прежде была сельским храмом, простоявшим более двухсот лет до перенесения в Белые Берега. Тем удивительнее его дальнейшая история. В отличие от каменных храмов монастыря, при Советской власти безжалостно разрушенных и разобранных на кирпич, Всехсвятскую церковь верующим было официально разрешено перенести в село Малое Полпино, что и было осуществлено в 1926 году. По воспоминаниям старожилов, уже через несколько лет храм официально был закрыт, но Богослужение совершалось в нём до 1943 года, когда он полностью сгорел:124.

## Посёлок при Белобережской пустыни
Возник на рубеже XVIII—XIX веков в связи с необходимостью обеспечения странствующих богомольцев ночлегом. Первоначально представлял собой одноэтажное здание странноприимной избы, располагавшейся напротив Святых ворот обители. К 1841 году деревянная гостиница обветшала и была заменена каменным зданием.

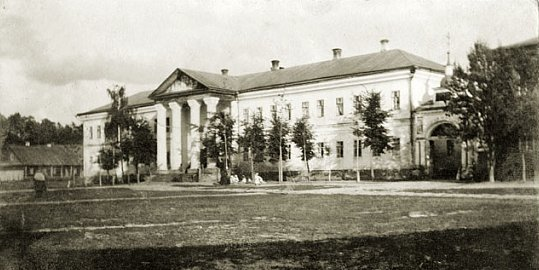
Один из корпусов гостиничного комплекса (не сохранился). Фото начала XX века.

К концу XIX века гостиничный комплекс перед Святыми воротами состоял уже из трёх зданий, не считая вспомогательных построек. Главный корпус — каменный, двухэтажный — имел около 50 номеров, отапливаемых печами. Рядом с этим корпусом стоял более крупный второй корпус, тоже каменный, двухэтажный, с большим мезонином: в нём было 24 «тёплых» номера и 60 «летних» (без печей); возле него третья двухэтажная гостиница: низ каменный, а верх деревянный, с деревянным флигелем, на 22 номера. При гостиницах находился большой поместительный двор, обстроенный с двух сторон деревянными строениями; также для помещения богомольцев, с третьей его стороны, прямо против гостиниц, тянулся ряд сараев, на чердаках которых, при большом стечении народа, ночевало простонародье.
По другую сторону от дороги, ведущей в пустынь, в 1890 году дятьковским заводчиком Мальцовым для своих рабочих был построен деревянный жилой корпус на каменном фундаменте:226. При большом стечении богомольцев этот корпус также использовался в качестве гостиницы; в ней имелось 15 номеров. Рядом, ближе к берегу Снежети, с восточной стороны от монастыря, находился кирпичный завод с особыми постройками для обжигания угля и извести «на монастырские потребы», а также скотный двор, где разводили коров тирольской и холмогорской пород, и каретный двор.

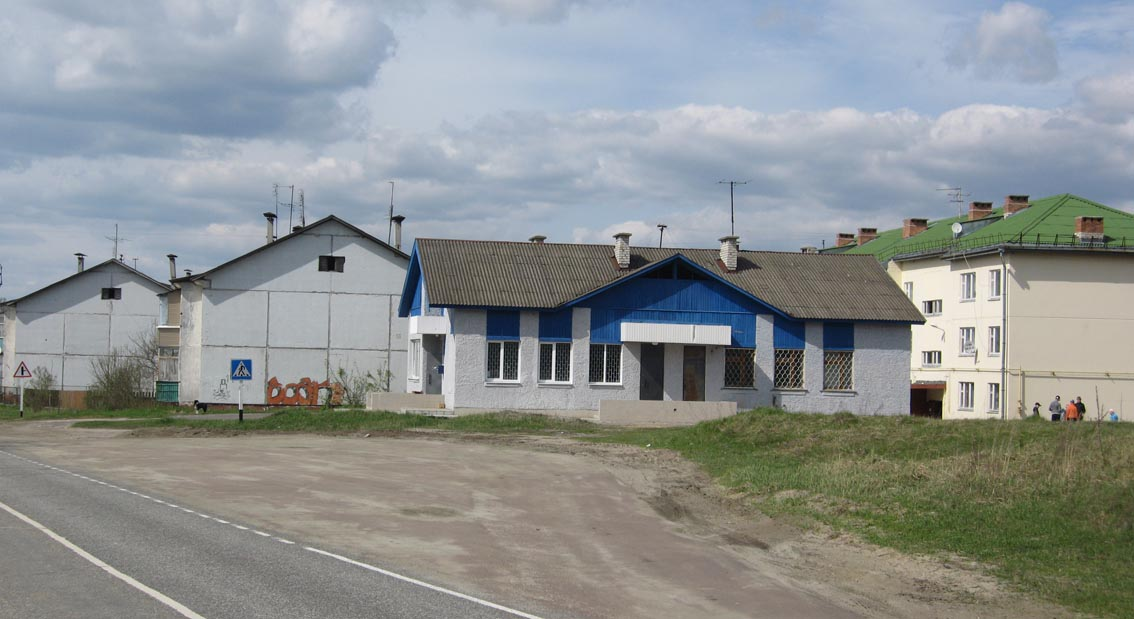
Жилой посёлок Белобережская Пустынь. Фото 2010 г.

Небольшая монастырская гостиница имелась и на железнодорожной платформе «Белобережская». Сюда к каждому поезду выезжали монастырские экипажи-«линейки», доставлявшие богомольцев в пустынь.
Но всех этих гостиниц часто не хватало: в праздники в монастырь стекалось до пяти тысяч богомольцев, многие из которых, прибывшие издалека, были вынуждены оставаться на ночлег. За проживание в гостинице плата не взималась, однако состоятельные посетители (в большинстве своём — жители города Орла), как правило, оставляли довольно щедрые добровольные пожертвования.
До настоящего времени ни одно из этих зданий не сохранилось, однако жилой посёлок у стен монастыря по-прежнему существует (называемый также «Белобережская пустошь», «Белобережский санаторий», «Белобережская турбаза»). Во второй половине XX века здесь было построено также несколько панельных многоквартирных домов. Долгое время статус посёлка оставался неопределённым; в 2008 году он отнесён к Журиничскому сельскому поселению Брянского района.

## Прочие владения Белобережской пустыни
В отличие от древнейших брянских монастырей — Петропавловского, Свенского и Спасо-Поликарпова — Белобережская пустынь никогда не имела крепостных крестьян и не являлась крупным землевладельцем, но зато не познала и горечи екатерининской секуляризации. К 1916 году её угодья составляли 1895 десятин леса и 473 десятины пахотной и луговой земли:228. Все владения Пустыни находились в пределах Брянского уезда, но некоторые располагались на достаточном удалении от обители, как например пустошь на месте бывшего села Долгое (ныне территория Жирятинского района).

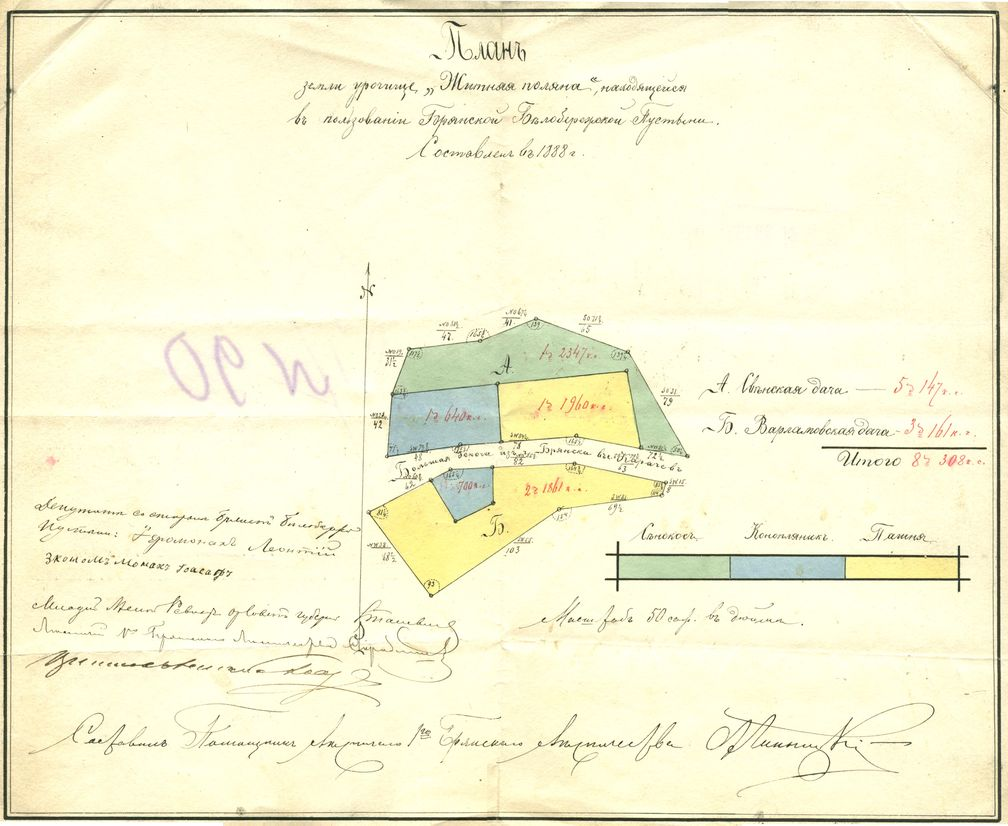
Земли Белобережской пустыни вокруг Житной Поляны. План 1888 года.

Наиболее известным владением Пустыни является постоялый двор «Житная Поляна», располагавшийся на старом Орловско-Брянском тракте, в 12 верстах к югу от монастыря. Здесь имелся добротный деревянный корпус для мирских постояльцев и кельи для монахов.
Важным монастырским владением могла стать деревня Малое Полпино, построенная на земле, завещанной монастырю ещё в 1731 году помещиком Иакинфом Евстратовичем Алымовым:
Оную пустошь со всеми угодьями отдаю в вечное владение вам в обитель, строителю-монаху Серапиону с братиею; и с сего числа, по сему письму, извольте оною моею пустошью, со всеми угодьями, владеть вы. А мне и по мне, жене моей и детям дела нет; и наследникам моим не вступаться и у вас не отымать. И сие письмо пишу я вам для уверения своею рукою; а ежели жена моя и дети будут впредь сие моё письмо нарушать каким-нибудь вымыслом, да воспримут суд от Бога, яко обидчики святыя обители...(цитируется по: А. Сполохов. Историческое и современное обозрение общежительной мужской Брянской Белобережской пустыни. — Орёл. 1863. — с. 19.)
Однако наследники не выполнили его волю, а сама пустынь, ввиду череды упразднений и переподчинений, утратила подлинник этого завещания и не смогла доказать своих прав.
К северу от пустыни располагалась монастырская мельница на реке Велье с часовней при ней, а также несколько небольших скитов (обычно в виде землянок), разбросанных в чаще леса. Со второй половины XIX века эти скиты практически не использовались, но сохранялись в память о живших там подвижниках прошлых времён. Также в лесу было несколько примечательных деревьев, с которыми были связаны различные легенды.
Белобережская пустынь также имела свои подворья в Брянске и Карачеве, используемые преимущественно для проживания своей монастырской братии, сопровождавшей чудотворную икону «Троеручица» при совершении перед ней молебнов в этих городах:225. Иногда в этих подворьях останавливались и паломники, направлявшиеся в пустынь.
На рубеже XIX—XX веков иноками, вышедшими из Белых Берегов, в монастыре Ватопед на Святой горе Афон был основан скит, названный ими Белобережским. Первым игуменом этого скита из среды тех же иноков был избран о. Варсонофий (Вавилов). Иеромонах Виссарион (Толмачем) и схимонах Варсонофий (Вавилов) выходцы из Белобережской пустыни основали Свято-Андреевский скит на Афоне.
Таким образом была как бы восстановлена духовная связь между Афоном и Белобережской обителью, некогда возрождённой воспитанником Афона — Василием Кишкиным.

## Настоятели монастыря
| Даты                  | Настоятель                                                                     |
| --------------------- | ------------------------------------------------------------------------------ |
| 1717—1740             | строитель монах Серапион (в схиме Симеон; 1672—1741)                           |
| 1741—1742             | строитель иеромонах Иоасаф                                                     |
| 1743—1745             | строитель иеромонах Антоний (Горский)                                          |
| 1748—1752             | строитель иеромонах Корнилий                                                   |
| 1752—1756             | строитель иеромонах Аввакум                                                    |
| 1759—1766             | строитель иеромонах Самсон                                                     |
| 1766—1766             | строитель иеромонах Аарон                                                      |
| 1766—1773             | игумен Арсений                                                                 |
| 1773—1774             | казначей иеромонах Пантелеймон                                                 |
| 1774—1778             | строитель иеромонах Серапион                                                   |
| 1778—1778             | начальник иеромонах Андроник                                                   |
| 1778—1780             | начальник иеродиакон Лаврентий                                                 |
| 1780—1784             | начальник иеромонах Иринарх                                                    |
| 1784—1784             | начальник иеромонах Лаврентий                                                  |
| 1784—1784             | начальник иеромонах Арсений                                                    |
| 1784—1788             | начальник казначей иеромонах Ананий                                            |
| 1788—1788             | начальник иеромонах Паисий                                                     |
| 1788—1795             | начальник иеромонах Кесарий                                                    |
| 1795 — ?              | начальник иеромонах Иосиф                                                      |
| 1799—1799             | начальник казначей иеромонах Ефрем                                             |
| 1799—1800             | начальник иеромонах Адам                                                       |
| 1800—1800             | начальник иеромонах Василий                                                    |
| 1800—1800             | начальник иеромонах Питирим                                                    |
| 1800—1804             | начальник (с 1804 — строитель) иеромонах Василий (Кишкин)                      |
| 1804—1808             | строитель иеромонах Леонид (Наголкин)                                          |
| 1808—1810             | строитель иеромонах Мельхиседек (Сокольников)                                  |
| 1810—1818             | строитель иеромонах Серафим                                                    |
| 1818—1820             | строитель иеромонах Моисей (он же с 1824 года)                                 |
| 1820—1822             | строитель иеромонах Амвросий                                                   |
| 1822—1824             | строитель иеромонах Серафим                                                    |
| 1824—1848             | строитель иеромонах (с 1836 — игумен, с 1847 — архимандрит) Моисей (1772—1848) |
| 1848—1849             | строитель иеромонах Пимен (ум. 1862)                                           |
| 1849—1863             | строитель иеромонах (с 1858 — игумен) Анастасий (ум. 1863)                     |
| 1863—1872             | строитель иеромонах (с 1864 — игумен) Израиль                                  |
| 1872—1881             | строитель иеромонах (игумен) Иоасаф                                            |
| 1881—1885             | игумен Иосиф                                                                   |
| 1885—1907             | игумен (с 1892 — архимандрит) Каллистрат                                       |
| 1907 — после 1910     | игумен Гервасий                                                                |
| до 1916 — 1918        | игумен Израиль                                                                 |
| 1918 — ?              | иеромонах Самуил                                                               |
| 1924—2004             | период закрытия                                                                |
| 17.08.2004—24.09.2021 | иеромонах (позднее игумен) Глеб (Шматов)                                       |
| с 24.09.2021          | иеромонах Леонид (Куприянов)                                                   |

## Образ монастыря в литературе
Отдельные элементы монастырской жизни начала XX века, поданные в негативном свете, легли в основу романа И. Ф. Каллиникова «Мощи» (1925—1929), принёсшего автору скандальную известность.
Ещё в детстве И. Ф. Каллиников часто проводил летние каникулы вместе с дедом-церковнослужителем в Белобережской пустыни, а будучи студентом, имея склонность к рисованию, участвовал в росписи белобережских храмов. Свояченица писателя, В. А. Рюрикова, вспоминала: «Днём Иосиф Фёдорович работал как живописец, а по ночам писал, чем вызвал подозрение игумена, который, посоветовавшись со всей братией, решил уволить подозрительного живописца из опасения нежелательной огласки некоторых сторон монастырской жизни».
Эти юношеские впечатления Каллиникова и послужили основой романа, написанного более десяти лет спустя. Несмотря на то, что название обители ни разу не упоминается на протяжении всего романа, образ Белобережской пустыни легко узнаваем благодаря множеству мелких деталей (вековой лес, железная дорога, близость к Брянску и Орлу, производство деревянных ложек и т. д.). Сам монастырь показан лишь вскользь — как многолюдный и процветающий, активно посещаемый паломниками; основной же акцент сделан на низкую нравственность его монахов и послушников, легко вовлекаемых в блуд, воровство, революционную борьбу. Действие романа, разворачиваясь вокруг насельников Белобережской пустыни, переносится в близкие и более отдалённые города, включая Москву и Петроград.
Почти сразу после первого опубликования роман «Мощи» был переведён на чешский, польский, голландский, немецкий, английский, испанский языки, однако в Советской России, вопреки ожиданиям автора, был объявлен «порнографией» и запрещён, что во многом предопределило скоропостижную смерть И. Ф. Каллиникова.

## Фотогалерея (современный вид монастыря)

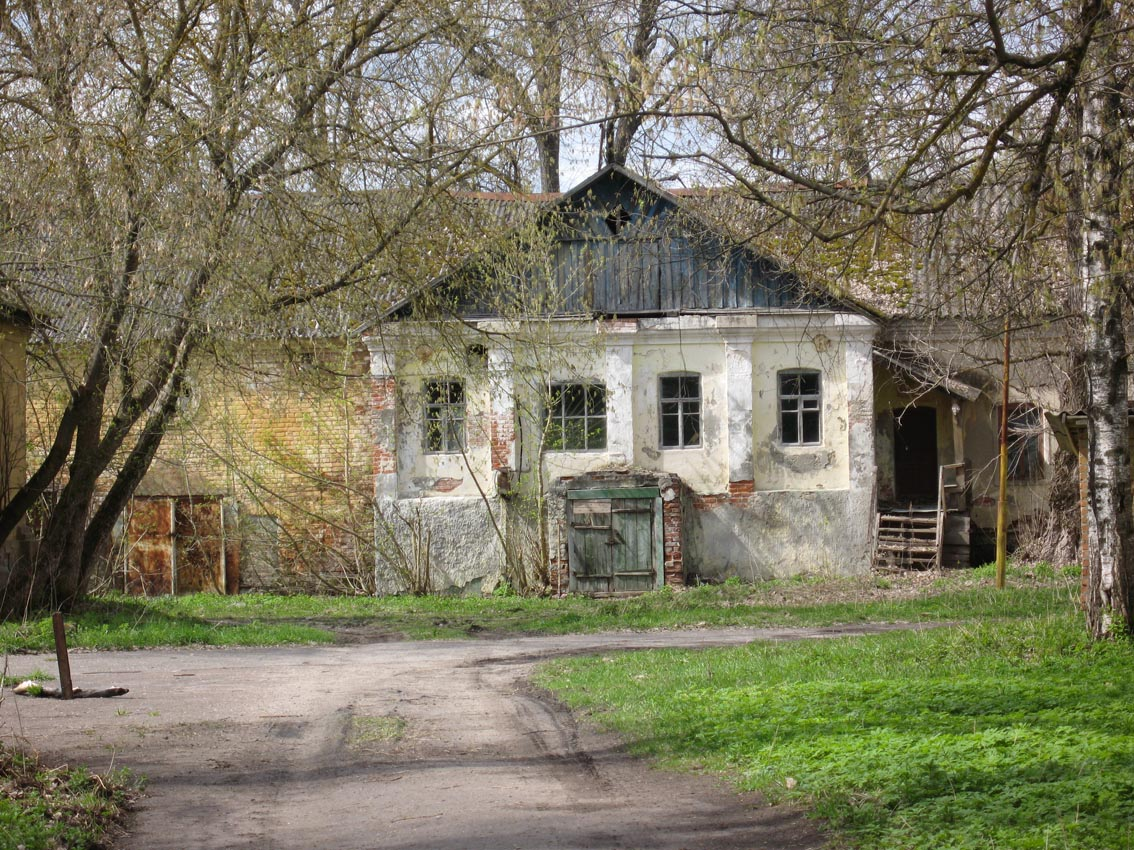
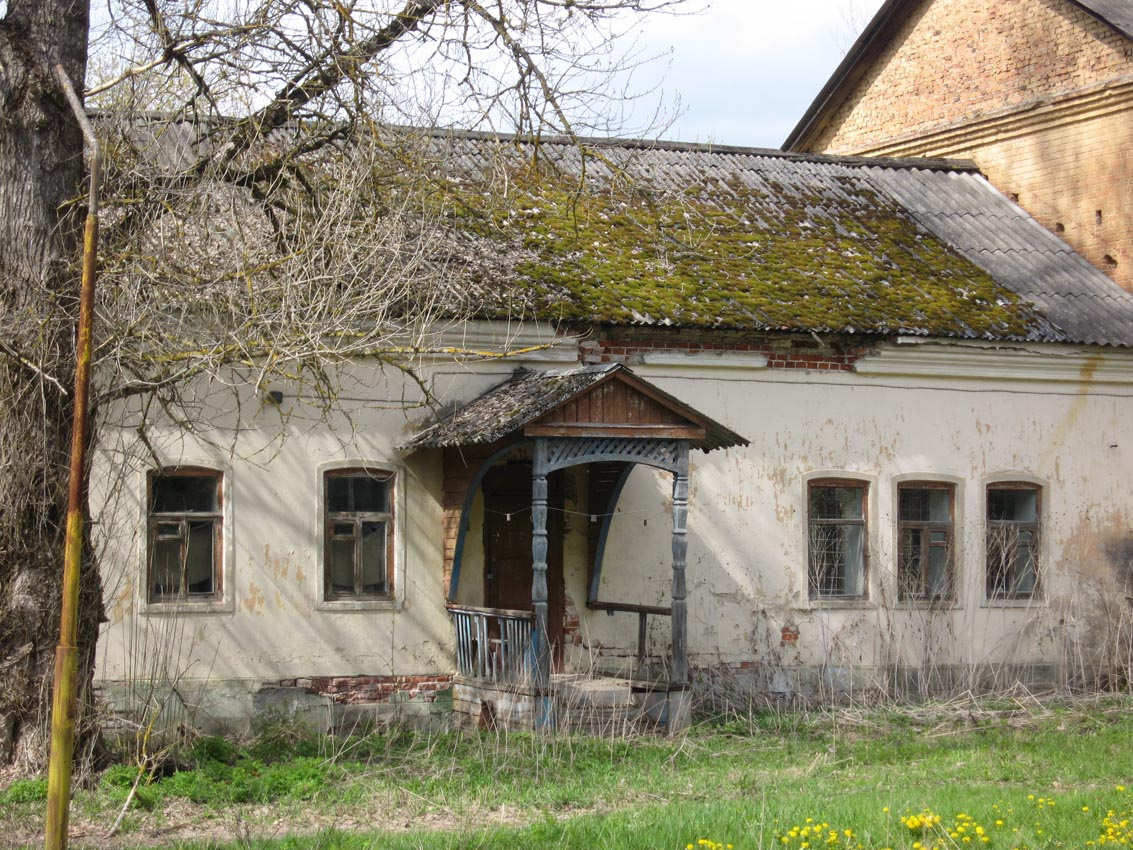
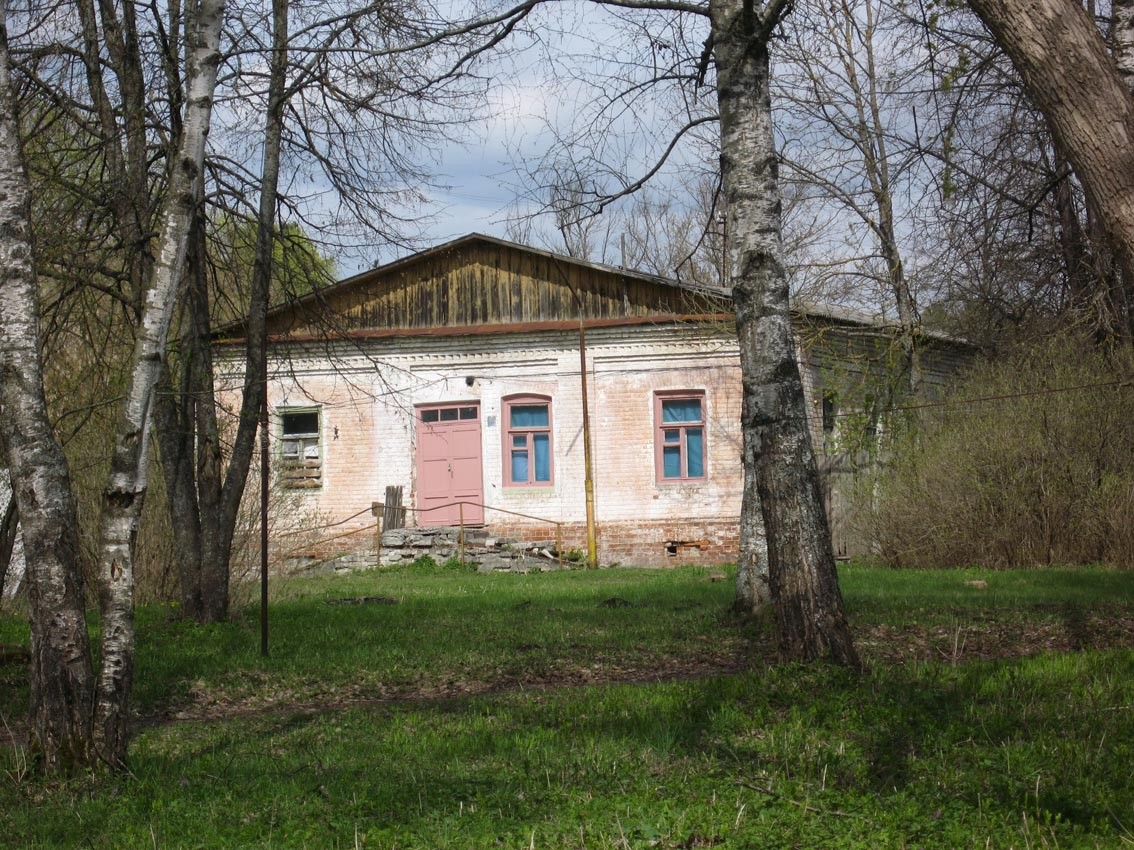
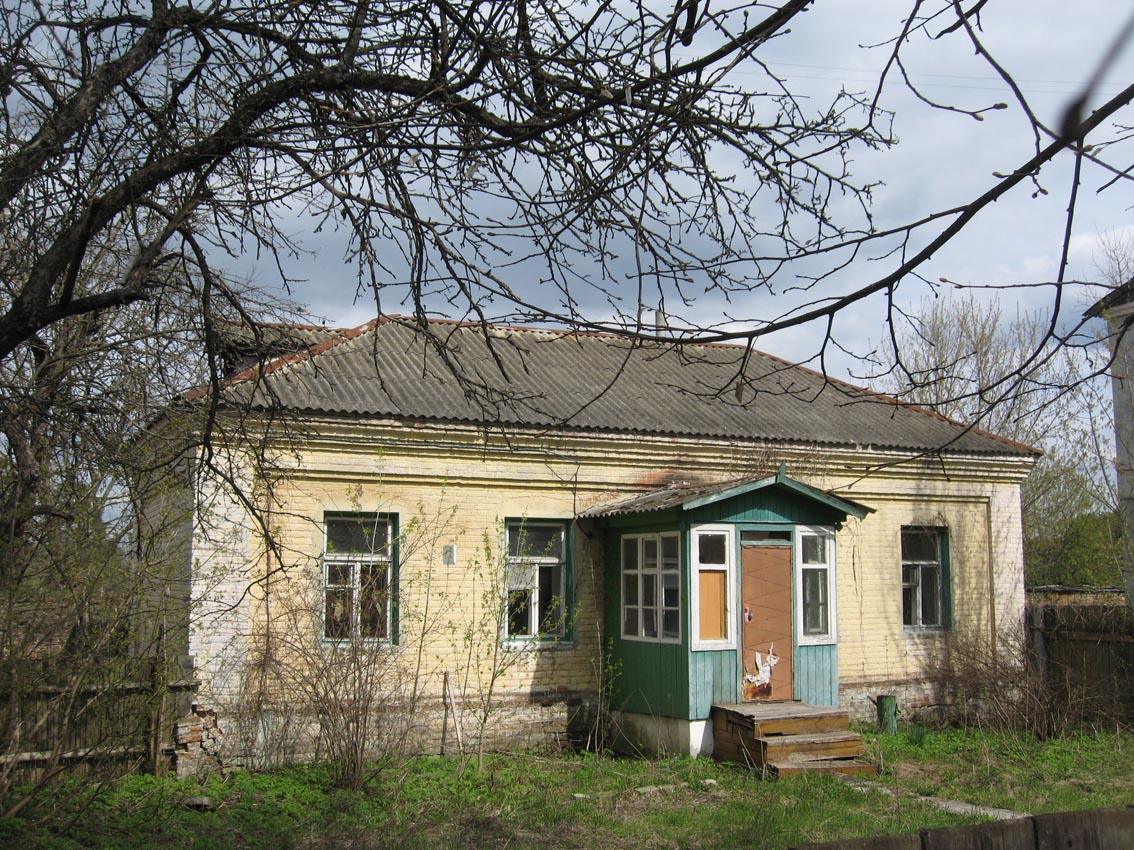

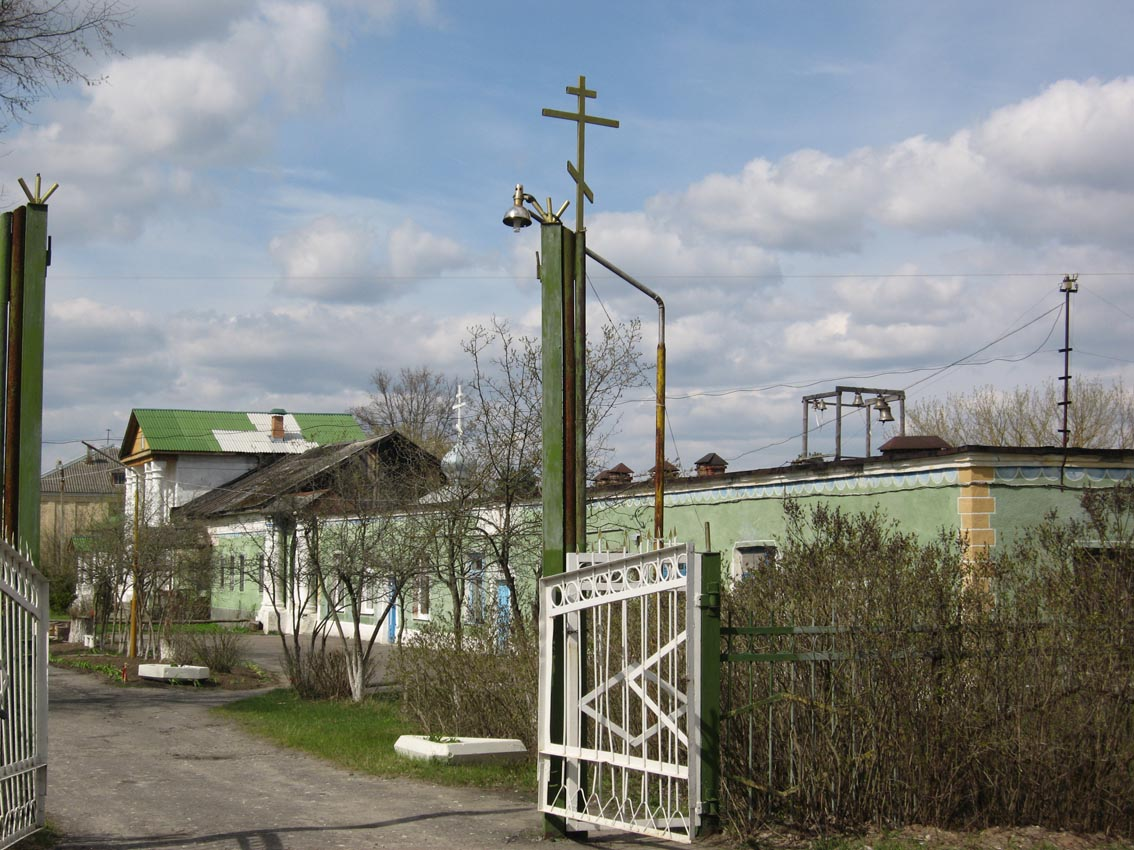
Святые врата обители
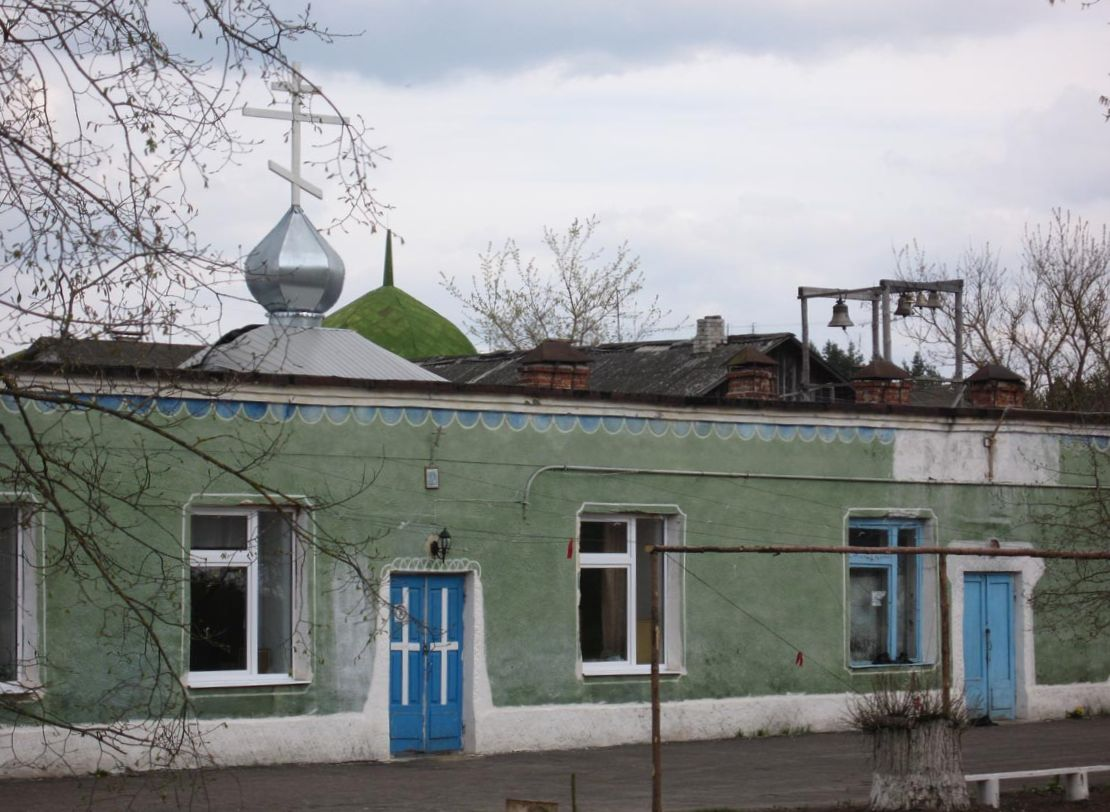
Храм в приспособленном помещении
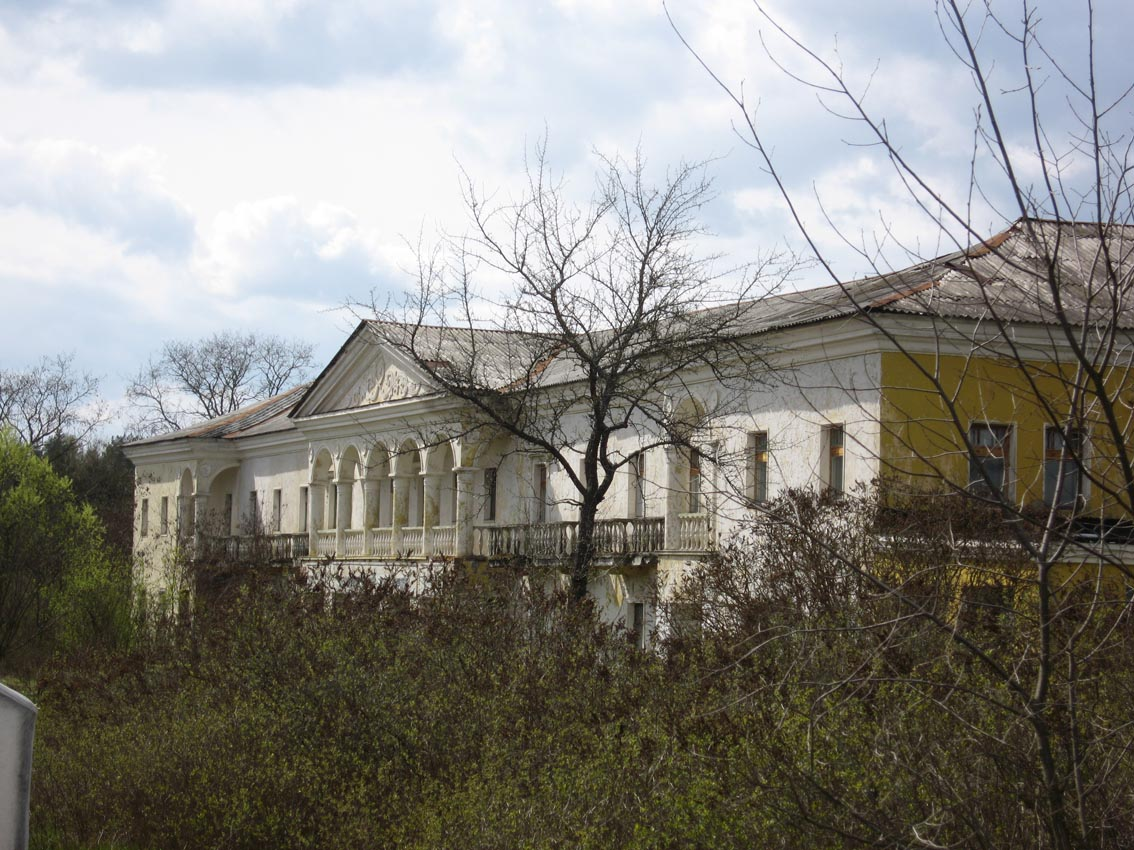
Жилой корпус бывшего санатория
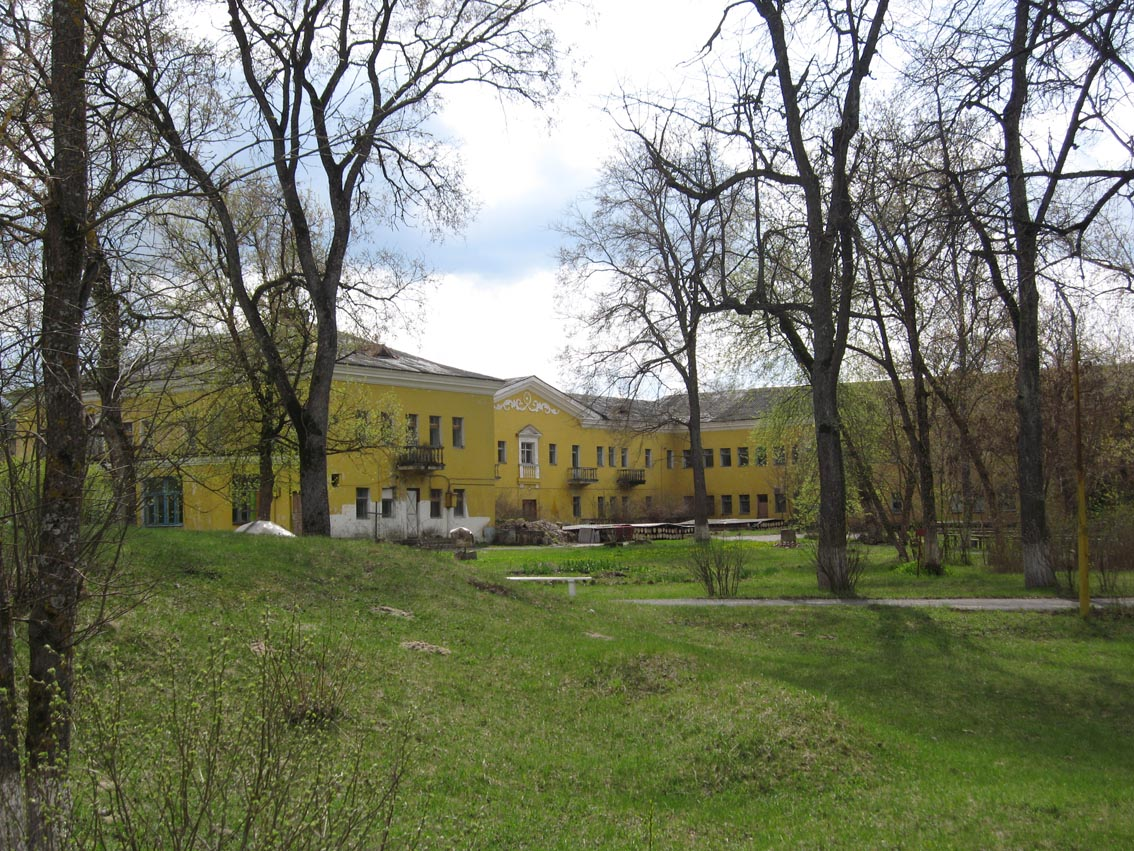
Тот же корпус (вид со двора)

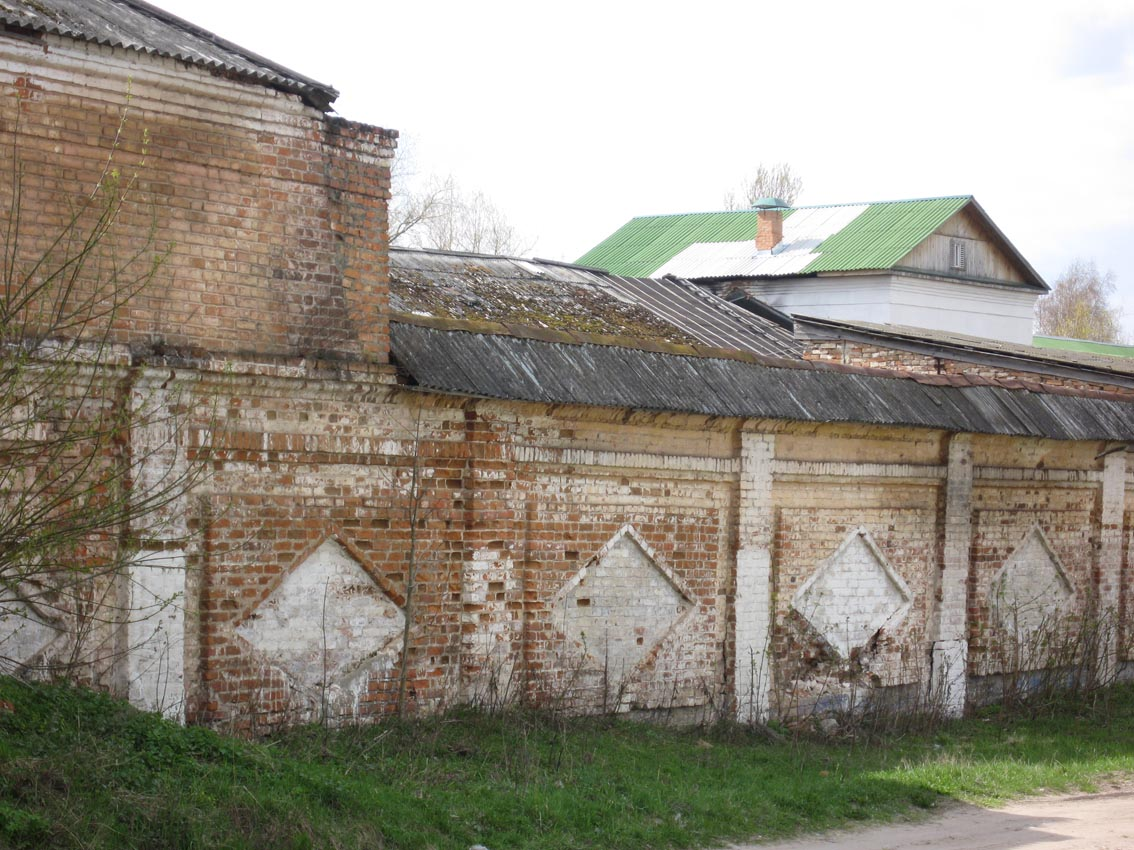
Сохранившийся фрагмент стены
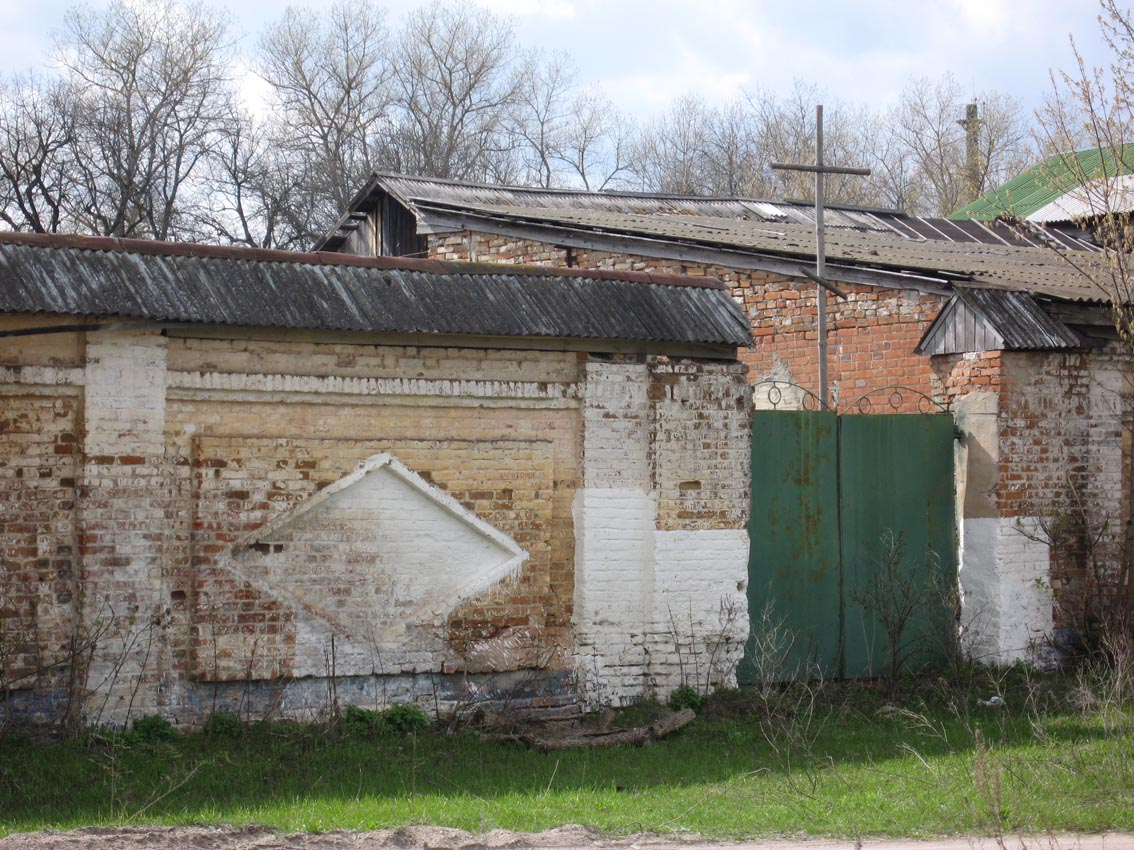
«Конные» ворота
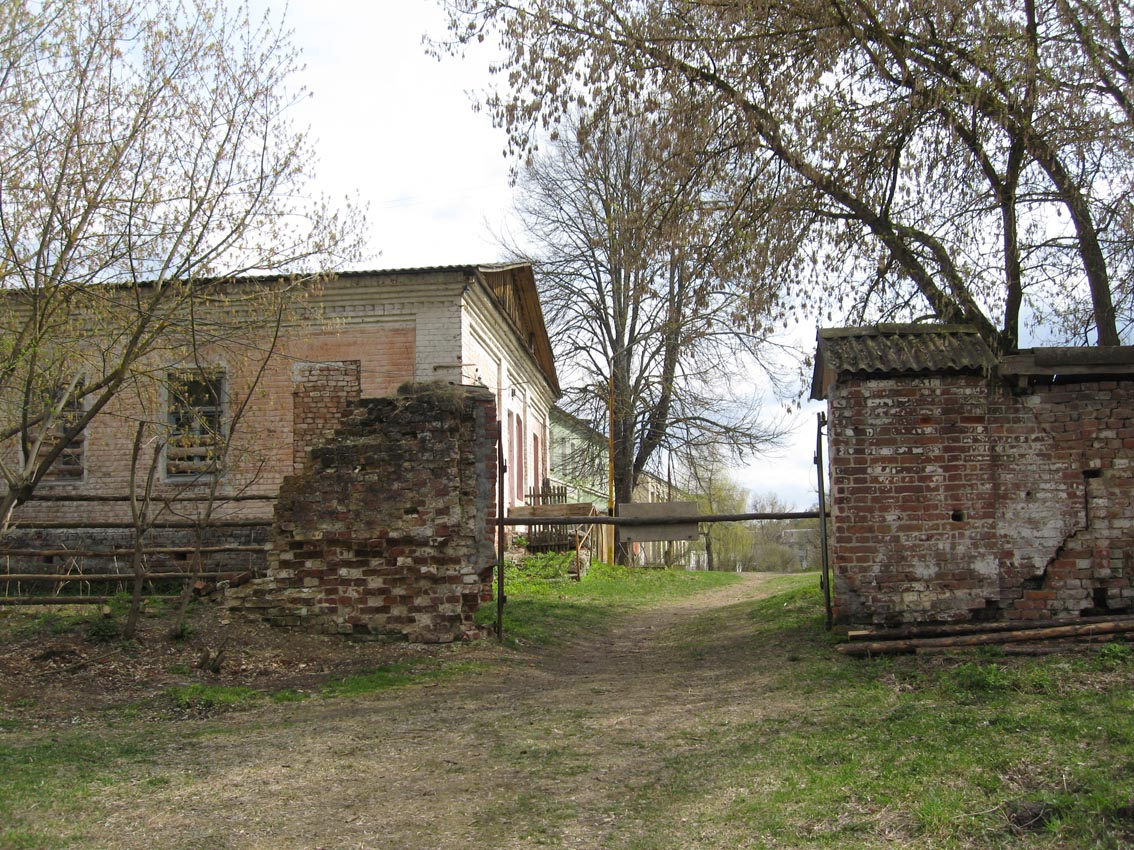
Задние ворота
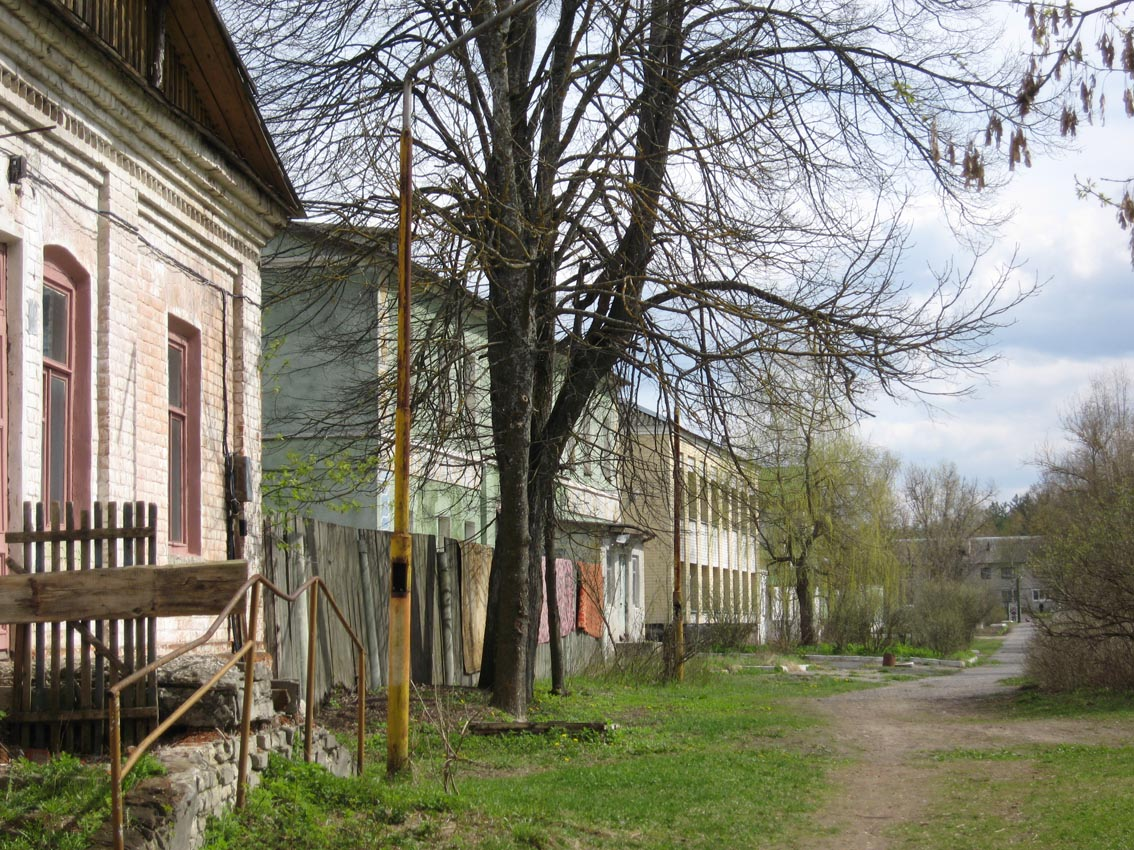
Вид от задних ворот